# Équipe du Portugal de football
Cet article traite de l'équipe masculine. Pour l'équipe féminine, voir Équipe du Portugal féminine de football.
Maillots
Actualités
L'équipe du Portugal de football (en portugais : Seleção Portuguesa de Futebol) est la sélection de joueurs portugais représentant le pays lors des compétitions internationales de football masculin, sous l'égide de la Fédération portugaise de football. La sélection portugaise est surnommée Seleção das Quinas («Sélection des Écus») en référence aux Quinas, les cinq blasons bleus de l'emblème national, ou simplement Seleção.
Créée en 1921, la sélection portugaise connaît son premier fait de gloire lors de la Coupe du monde 1966, au cours de laquelle elle élimine notamment le Brésil, double tenant du titre, et n'est éliminée qu'en demi-finale par le pays hôte et futur vainqueur, l'Angleterre. Elle compte alors dans ses rangs Eusébio, vainqueur du Ballon d'or 1965 et meilleur buteur du tournoi, considéré comme l'un des meilleurs footballeurs de l'histoire.
Après une longue période de résultats décevants, le Portugal dispose depuis le début des années 2000 d'une des meilleures sélections en Europe, autour de Luís Figo puis de Cristiano Ronaldo, tous les deux lauréats du Ballon d'or.
Lors de l'Euro 2004 qu'il organise, le Portugal est proche de remporter son premier titre international mais s'incline en finale contre la Grèce.
Douze ans plus tard, le 10 juillet 2016, le Portugal s'octroie son premier sacre continental en s'imposant lors de la finale face à la France, pays organisateur de l'Euro 2016, sur le score 1-0. Il s'agit ici du premier titre majeur remportée par la Seleção.
Par ailleurs, le Portugal a atteint à cinq autres reprises les demi-finales d'un tournoi international, lors des championnats d'Europe de 1984, 2000, 2012, de la Coupe du monde 2006 et de la Coupe des confédérations 2017.
Concernant la Ligue des nations, la première édition qui a eu lieu en 2019 voit la victoire du Portugal en finale face aux Pays-Bas sur le score de 1-0, le 9 juin 2019. Le Portugal devient ainsi la première équipe européenne à remporter la Ligue des nations et à réussir le doublé Euro (2016) et Ligue des nations (2018-2019). Le Portugal remporte de nouveau la compétition lors de l'édition 2024-2025.

## Histoire

### Premières années sans brio (1921-1965)
La Fédération du Portugal de football est fondée en 1914 sous le nom d'Union Portugaise de Football (en portugais : União Portuguesa de Futebol), à l'initiative des trois associations régionales de football. Elle a pour but d'organiser des compétitions nationales, sachant qu'il n'y a jusqu'alors au Portugal que des tournois régionaux, et de mettre en place une sélection nationale représentant le Portugal dans les compétitions internationales. Avec l'entrée du Portugal dans la Première Guerre mondiale en 1916, ce second objectif ne se concrétise que plusieurs années plus tard.
Le premier match officiel du Portugal est finalement organisé le 18 décembre 1921 contre l’Espagne à Madrid. Il se conclut par une défaite des Portugais sur le score de 3-1. L'unique buteur de la rencontre est alors Alberto Augusto.
L'affiliation de l'Union portugaise de football à la Fédération internationale de football association (FIFA) est officialisée en 1923. Après plusieurs années de matchs amicaux, la sélection portugaise est invitée au tournoi de football des Jeux olympiques d'été de 1928 à Amsterdam. Ce tournoi, disputé par les meilleures équipes nationales du monde, est alors considéré comme le meilleur tournoi de football international, avant l’avènement de la Coupe du monde de football deux ans plus tard. Au tour préliminaire, le Portugal rencontre le Chili, qu'il bat 4-2 pour accéder au premier tour de la compétition. Il affronte alors la Yougoslavie, battue grâce à un second but à la 90e minute (2-1). L'aventure portugaise s’arrête en quart de finale avec une défaite contre l'Égypte (1-2).
Comme la majorité des sélections européennes, le Portugal ne participe pas à la Coupe du monde 1930 organisée en Uruguay. Le Portugal s'inscrit aux qualifications de la Coupe du monde suivante, organisée par l'Italie en 1934, mais en est éliminé après deux défaites contre l'Espagne (9-0 à Madrid et 2-1 à Lisbonne). Quatre ans plus tard, le Portugal est de nouveau éliminé lors des tours préliminaires, cette fois par la Suisse sur terrain neutre à Milan (1-2).

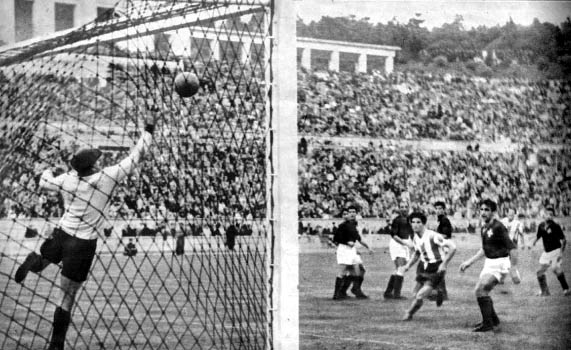
Rencontre entre le Portugal et l'Argentine en 1954.

Après l'interruption du football international à cause de la Seconde Guerre mondiale, le Portugal tente à nouveau sa chance en 1950 mais est une nouvelle fois éliminé par l'Espagne. Cependant, à la suite des forfaits de l'Inde, de l'Écosse et de la Turquie, le Portugal est repêché en tant que deuxième de son groupe de qualification. Or, la Fédération décline l'invitation tardive pour le Brésil pour des raisons logistiques. Les tours préliminaires à la Coupe du monde de 1954, 1958 et 1962 ne rencontrent pas plus de succès, avec des éliminations au bénéfice de l'Autriche, de l'Irlande du Nord puis de l'Angleterre.
La Fédération du Portugal est membre de l'Union des associations européennes de football (UEFA) depuis sa création en 1954. Lors de la première édition du championnat d'Europe des nations, en 1960, le Portugal élimine en huitième de finale la RDA mais s'incline en quart de finale face à la Yougoslavie, malgré une victoire à Lisbonne. En 1964, le Portugal est éliminé dès le tour préliminaire, par la Bulgarie en match d'appui.
En 1964, Le Portugal, ainsi que l'Argentine et l'Angleterre, sont invités à participer à la Coupe des nations, un mini championnat organisé par le Brésil pour commémorer les 50 ans de la Confédération brésilienne de football. Les Portugais terminent à la troisième place après deux défaites face à l'Argentine (2-0) et Brésil (4-1), et un match nul (1-1) contre l'Angleterre.

### La surprise portugaise à la Coupe du monde 1966: une troisième place pour leur première participation

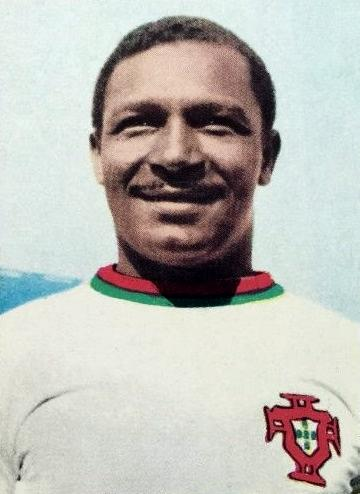
Le capitaine de l'équipe de 1966, Mário Coluna (O Monstro Sagrado).

Pour les qualifications pour la Coupe du monde de football 1966, le Portugal affronte la Tchécoslovaquie, la Roumanie et la Turquie. Dirigés par le Brésilien Otto Gloria, les Lusitaniens remportent les quatre premiers de leurs six matchs de qualification, et se qualifient ainsi pour la première fois à une phase finale de Coupe du monde.
En Angleterre, le Portugal tombe dans le Groupe C composé de la Hongrie, de la Bulgarie et du double tenant du titre, le Brésil. À la surprise générale, le Portugal termine premier de son groupe avec trois nettes victoires, face à la Hongrie (3-1), la Bulgarie (3-0) et enfin contre le Brésil (3-1).
En quart de finale, le Portugal affronte l'autre équipe surprise du tournoi, la Corée du Nord. Après 24 minutes de jeu, les Nord-Coréens mènent trois buts à zéro. La réaction des Portugais est exceptionnelle et parviennent à totalement inverser le score en l'emportant finalement sur le score de 5 buts à 3, grâce à un quadruplé d’Eusébio.
En demi-finale, la Seleção affronte l’Angleterre. Le match est planifié à Liverpool, mais l'Angleterre étant l’hôte de la compétition, la FIFA décide de son transfert à Londres. Les locaux gagnent deux buts à un malgré une nouvelle réalisation d’Eusébio, et remportent finalement le tournoi.
Pour la troisième place, le Portugal défie l’URSS et son gardien de but Lev Yachine. Eusébio ouvre la marque mais Eduard Malofeev égalise avant la mi-temps. Deux minutes avant la fin, José Augusto Torres offre le podium aux Portugais (2-1).
Avec neuf buts, Eusébio termine meilleur buteur de la compétition. Depuis, cette troisième place constitue la meilleure performance de l’équipe du Portugal en Coupe du monde.

### Long passage à vide (1966-1984)

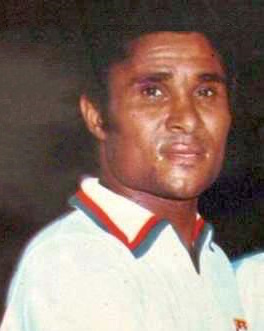
Eusébio, la panthère noire, ici sous les couleurs de la Seleção en 1972.

Malgré l'exploit de 1966, le Portugal manque la qualification pour l’Euro 1968 : en phase de groupe, la sélection est surprise à domicile par la Suède puis perd le match décisif pour sa qualification à Sofia face à la Bulgarie, qui se qualifie pour la suite.
Les Portugais terminent ensuite à une piètre quatrième et dernière place lors des qualifications pour la Coupe du monde de 1970 au Mexique, derrière la Grèce, la Roumanie et la Suisse.
La campagne de qualification pour l’Euro 1972 s'achève sur un nouvel échec, le Portugal étant devancé en phase de groupe par la Belgique malgré trois victoires sur le Danemark et l'Écosse. Toujours en 1972, la Seleção das Quinas participe à la prestigieuse Coupe de l'Indépendance du Brésil, un tournoi qui célèbre le 150e anniversaire de l'indépendance du Brésil vis-à-vis du Portugal. Les Lusitaniens gagnent leurs deux phases de groupes, grâce à des victoires contre l'Équateur (3-0), l'Iran (3-0), le Chili (4-1) et la république d'Irlande (2-1), puis un succès contre l'Argentine (3-1), un match nul contre l'Uruguay (1-1) et une victoire contre l'Union soviétique (2-1). En finale, ils s'inclinent face au Brésil, champion du monde en titre, au Stade Maracanã, sur un but de Jairzinho en toute fin de match.
Ce parcours prometteur ne se traduit par lors des campagnes de qualification suivantes. Pour la Coupe du monde 1974, le Portugal est devancé par la Bulgarie, vainqueur à Sofia (2-1) et solide à Lisbonne au retour (2-2).
Lors des éliminatoires de l'Euro 1976, le Portugal termine la phase de groupe derrière la Tchécoslovaquie et l'Angleterre, qu'il n'a pas réussi à battre.
Pour la qualification à la Coupe du monde de 1978, le Portugal s'incline face à la rude concurrence de la Pologne, troisième du dernier mondial, revenu vainqueur du premier match du groupe à Porto.
Pour l'Euro 1980, les Portugais intègrent un groupe homogène, dans lequel ils se mêlent à la course pour la qualification jusqu'à deux défaites à l'automne 1979 en Belgique puis à domicile contre l'Autriche.
La campagne de qualification pour la Coupe du monde 1982 s'achève sur une nouvelle déception, l'équipe portugaise étant devancée par l'Écosse, l'Irlande du Nord et la Suède, dans un groupe dont les deux premières places sont qualificatives. Les victoires des Portugais sur les deux qualifiés à Lisbonne témoignent pourtant que la sélection avait ses chances cette fois-ci,.

### Une courte embellie entachée par leCaso Saltillo(1984-1988)

#### L'Euro 1984: une première demi-finale
Après un long passage à vide, la sélection portugaise parvient à se qualifier à l'Euro 1984, dix-huit ans après sa précédente phase finale.
Les Lusitaniens dominent la Finlande et la Pologne et restent au contact de l'Union soviétique, grande favorite, jusqu'à un dernier match décisif à Lisbonne. Finalement, les Portugais l'emportent 1-0 grâce à Rui Jordão et devancent ainsi les Soviétiques d'un point.
Lors de la phase finale de l’Euro 1984 organisé en France, le Portugal débute par un match nul et vierge face à l'Allemagne de l'Ouest (RFA), finaliste de la dernière Coupe du monde, puis obtient un deuxième point face à l'Espagne (1-1, but d’António Sousa). Lors du troisième match décisif pour la qualification en demi-finale, le Portugal bat la Roumanie (1-0, but de Nené).
En demi-finale, le Portugal pose beaucoup de difficultés au pays organisateur, la France, mais malgré le doublé de Rui Jordão, il s’incline (2-3) après prolongation. João Pinto et Fernando Chalana font partie de l'équipe type du tournoi.

#### La Coupe du monde 1986:«Caso Saltillo», une grève des joueurs conduisant à un échec sportif
Lors des éliminatoires de la Coupe du monde 1986 au Mexique, les Portugais se qualifient pour une deuxième phase finale d'affilée pour la Coupe du monde 1986 au Mexique, grâce à une victoire inattendue en RFA couplée à une défaite de la Suède lors du dernier match : cette victoire qualificative pour le mondial est connue comme le « Miracle de Stuttgart » (en portugais : O milagre de Estugarda). Le Portugal va disputer un nouveau mondial, 20 ans après celui de 1966. L'équipe sort d'un Euro 1984 prometteur avec des jeunes talentueux comme Paulo Futre, l'attente est importante au pays.
Cependant le Miracle de Stuttgart va rapidement tourner au scandale, la sélection portugaise va vivre une des pages les plus sombre de son histoire, connu au Portugal comme le « Caso Saltillo » en français l' « Affaire Saltillo », du nom de la ville mexicaine où se situait le centre d'entraînement de la sélection pour le mondial 1986. La Seleção connait un échec sportif à la suite de conflits internes avec la fédération concernant les primes des joueurs et une organisation chaotique.
Bien avant l'arrivée au Mexique, des tensions apparaissent, peu de temps avant le départ pour le Mexique, António Veloso accuse un contrôle positif et est débarqué à la dernière minute, provoquant la colère des joueurs convaincus de son innocence. Bandeirinha le remplace sur le tas, et ce n'est que plus tard qu'Antonio Veloso sera innocenté. Pour ne rien arranger, des choix douteux de la fédération portugaise ont compliqué encore un peu plus les choses. En effet, en place d'un vol direct vers le Mexique, les joueurs vont passer par Francfort, puis Dallas pour enfin se rendre à Mexico. Mais Saltillo, où est localisé le centre d'entraînement des portugais, se trouve encore à 700 km de la capitale mexicaine.
Les joueurs ont des difficultés d'acclimatation à l'altitude et se plaignent des installations, le terrain d'entrainement est incliné, le match de préparation contre le Chili est finalement annulé, faute de fonds de la fédération. L'essentiel de la préparation se fait alors contre des équipes d'amateurs de la région, et même contre des employés de l’hôtel.
Le 25 mai 1986, la nouvelle tombe, les joueurs font grève et refusent de s’entraîner. Ils réclament une augmentation de leur rémunération, et leur part des primes des sponsors. Malgré cette annonce des joueurs, ils assurent continuer une « préparation normale ». Dès lors, les joueurs porteront les maillots d'entrainement à l'envers, refusant arborer les marques des sponsors dont ils ne touchent rien, certains jouent même en sous-vêtements. Les activités extra sportives sont courantes, ils sortent la nuit dans les fêtes locales avec des femmes mexicaines. Paulo Futre raconte alors avoir eu une idylle avec une policière locale, et d'autres joueurs avec des riches mexicaines, leur offrant des cadeaux en or. L'écho des débordements finissent par remonter jusqu'au Portugal, notamment auprès des familles et épouses des joueurs.
Malgré toutes ces distractions, la sélection commence bien son tournoi grâce à une victoire contre l’Angleterre (1-0), mais s’incline contre la Pologne (0-1) et contre le Maroc (1-3). L’équipe du Portugal termine à la dernière place du groupe, une déception après les promesses de 1984.
Le sélectionneur José Torres démissionne et l'équipe rentre au pays sous les huées et les insultes de la vindicte populaire. La Fédération va alors prendre la décision de suspendre une grande partie des grévistes, ces derniers seront surnommés les « indisponibles » (en portugais : indisponíveis).
Toute la campagne de qualification pour l'Euro 1988 se fait avec une équipe de remplaçants, et qui ne parvient donc pas à se qualifier pour la phase finale du championnat d'Europe.

### Une longue reconstruction vers l’ascension d'une génération dorée (1988-2000)

#### Un nouveau passage à vide entre 1988 et 1994
En 1990 et en 1994, le Portugal manque la qualification pour la Coupe du monde, au bénéfice respectivement de la Belgique et de la Tchécoslovaquie, ainsi que de l'Italie et de la Suisse. Devancé par l'Italie puis par les Pays-Bas, le Portugal rate également les phases finales du championnat d'Europe de 1988 et de 1992.

#### L'Euro 1996: quarts de finalistes après une première qualification depuis 10 ans
Dix ans après l'affaire de Saltillo de 1986 , le Portugal parvient à se qualifier pour l’Euro 1996 dans une édition élargie de huit à seize équipes, en devançant nettement l'Irlande. Au cours des éliminatoires, le Portugal remporte notamment l'une des plus larges victoires de son histoire (8-0) contre le Liechtenstein à Lisbonne, le 18 novembre 1994.
Lors de la phase finale en Angleterre, le Portugal débute par un match nul (1-1) face au Danemark, champion en titre, et parvient à terminer en tête de son groupe grâce à deux victoires contre la Turquie (1-0) et la Croatie (3-0).
En quart de finale, les Portugais sont battus par la République tchèque sur un exploit individuel de Karel Poborský (1-0). La même année, la sélection olympique du Portugal, limitée aux joueurs de moins de 23 ans, atteint la quatrième place des Jeux olympiques.

Composition face au Danemark lors de l'Euro 1996.

#### L'absence à la Coupe du monde 1998: une élimination aux portes de la phase finale du tournoi
Pour le compte des qualifications pour la Coupe du monde 1998, le Portugal est deuxième de sa poule derrière l'Allemagne et l'Ukraine lors de l'avant dernière journée de la phase de qualification.
Une terrible désillusion s'abat sur la génération dorée de l'époque : lors du dernier match contre l'Allemagne au Stade olympique de Berlin, le Portugal mène 1-0 pendant à la 70e minute à la suite d'un but de Pedro Barbosa. À la 76e minute, le sélectionneur Artur Jorge décide de remplacer Rui Costa, averti d'un carton jaune. Voyant que le Portugais met du temps à exécuter sa sortie, l'arbitre français Marc Batta décide de lui donner un second carton jaune et de l'exclure. Cette exclusion coute très chère car en fin de rencontre, l'équipe allemande, profitant de sa supériorité numérique, égalise, condamnant le Portugal à la troisième place du groupe synonyme de non qualification.

### Le football portugais tout proche de la consécration (2000-2008)

#### Demi-finalistes à l'Euro 2000: un parcours encourageant
Qualifié pour l'Euro en 2000, le Portugal de Humberto Coelho y affronte au premier tour deux favoris, l’Allemagne et l’Angleterre. Menés deux buts à zéro par les Anglais après dix-huit minutes de jeu, le Portugal parvient à renverser le match de façon spectaculaire et l'emporter (3-2) grâce à Figo, João Pinto et Nuno Gomes.
À la dernière minute du deuxième match, face à la Roumanie, Costinha marque le seul but de la rencontre qui offre la qualification aux siens.
Pour finir, le Portugal surclasse l’Allemagne (3-0, triplé de Sergio Conceição) et se présente en prétendant pour la victoire finale.
La Turquie, rapidement réduite à dix, est écartée logiquement en quart de finale sur un doublé de Nuno Gomes (2-0).
En demi-finale face à la France, championne du monde en titre, Nuno Gomes ouvre le score mais les Bleus s’imposent après prolongation (2-1) grâce à un but en or inscrit par Zinédine Zidane sur pénalty, après une main du défenseur Abel Xavier dans la surface,.

#### L'échec à la Coupe du monde 2002: une élimination précoce
Fort de son parcours à l'Euro 2000, le Portugal fait partie de sérieux outsider pour la Coupe du monde 2002, organisée en Corée du Sud et au Japon. Mais la préparation est marquée par un revers inquiétant à domicile (1-4) le 27 mars 2002 face à la Finlande.
Ces inquiétudes se sont avérées justifiées, le tournoi final est un véritable  échec : surpris pour leur entrée en lice par les États-Unis (2-3), les Portugais se rattrapent en écrasant la Pologne (4-0, avec un triplé de Pauleta) et n'ont besoin que d'un nul face à la Corée du Sud, pays hôte, pour poursuivre la compétition. Rapidement réduits à dix puis à neuf, ils concèdent le but éliminatoire (0-1) et terminent à la troisième place du groupe D, synonyme d'élimination.

#### L'Euro 2004: finaliste malheureux de son propre championnat d'Europe
Après l'échec de 2002, la sélection portugaise est entraînée par le champion du monde brésilien Luiz Felipe Scolari. Il devient le premier sélectionneur étranger du Portugal depuis 1983 et son compatriote Otto Glória. Cela lui confère l'avantage de ne pas être suspecté de favoriser l'un des trois gros clubs du pays. Premier choix important, il écarte sans justification Vítor Baía et João Pinto, deux cadres de la sélection. Son plan, calqué sur celui qui a permis au Brésil d'être champion du monde 2002, tient en quatre mots : rigueur, talent, discipline et solidarité. Coupable de rébellion après une défaite contre l'Espagne (3-0), Fernando Meira, Maniche et Sérgio Conceição sont rayés des cadres. En manque de créateurs, il sélectionne Deco, Brésilien naturalisé portugais, qui débute en mars 2003 par faire gagner l'équipe contre son pays natal mettant fin à toute polémique contre Scolari. Le sélectionneur décide d'évoluer en 4-2-3-1 avec Costinha et Petit en récupérateurs pour donner de la liberté au secteur offensif d'une rare richesse avec Luís Figo, Rui Costa, Deco, Simão et Cristiano Ronaldo derrière le buteur Pauleta.

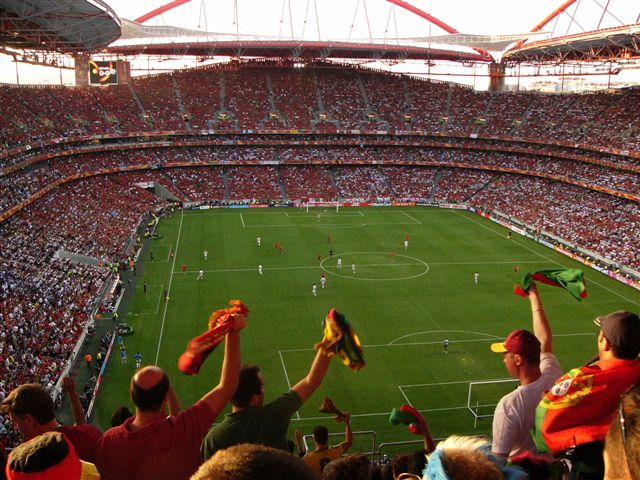
Supporters Portugais lors de la finale de l'Euro 2004 face à la Grèce.

Pour la première fois de son histoire, le Portugal est désigné comme organisateur d'un tournoi majeur : en effet, le Portugal est désigné comme l'organisateur de l'Euro 2004, qu'il ambitionne de remporter. Le tirage au sort place la Seleção au sein du groupe A en compagnie de la Grèce, de l'Espagne et de la Russie. La sélection portugaise fait bonne figure à domicile en parvenant en finale du tournoi, malgré un départ raté. Après une défaite en match d'ouverture (1-2) contre les Grecs, elle bat ensuite la Russie (2-0), élimine l'Espagne (1-0), puis l'Angleterre aux tirs au but (2-2) et les Pays-Bas (2-1) en demi-finale. Les Portugais retrouvent en finale leur premier adversaire, la Grèce, équipe surprise du tournoi qui confirme son succès initial (1-0). Les Portugais sont ainsi passés tout proche de remporter leur premier trophée majeur dans leur propre pays. Certains joueurs tels que Cristiano Ronaldo, Maniche et Ricardo Carvalho font partie de l'équipe type du tournoi.

#### La Coupe du monde 2006: une deuxième demi-finale de Coupe du monde

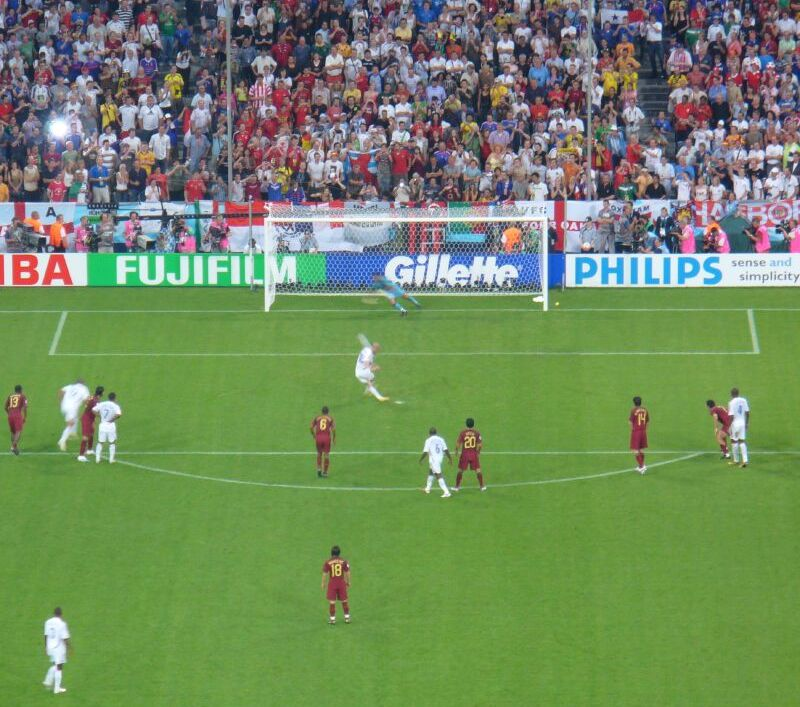
Pénalty de Zidane en demi-finale de la Coupe du monde 2006.

Le Portugal attaque la Coupe du monde 2006 en Allemagne avec ambition. Dans son groupe, le Portugal écarte au premier tour l’Angola (1-0), l’Iran (2-0) et le Mexique (2-1) et termine premier de son groupe.
En huitième de finale, les Portugais héritent des Pays-Bas qu'ils battent sur le score de 1-0 grâce à un but de Maniche, au terme d'un match particulièrement violent sanctionné par le record de cartons distribués au cours d'un match (16 cartons jaunes et 4 cartons rouges), ce qui vaut à ce match d'être surnommé la "Bataille de Nuremberg".
En quart de finale, le Portugal élimine l’Angleterre aux tirs au but après un match très fermé (0-0, tab 3-1).
Dominateur dans le jeu, le Portugal s'incline (1-0) en demi-finale contre la France sur un penalty marqué par Zinédine Zidane.
Les Portugais ne parviennent pas à égaler la performance de 1966, puisqu'ils s'inclinent lors de la petite finale contre l'Allemagne (3-1) et terminent à la quatrième place.

#### Quarts de finalistes lors de l'Euro 2008
Lors de l'Euro 2008 disputé en Suisse et en Autriche, le Portugal est placé dans le groupe A avec la Turquie, la République tchèque et la Suisse.
D'emblée, le Portugal confirme d'emblée son statut de favori face à la Turquie en s'imposant 2-0 grâce à des buts de Raul Meireles et Pepe, puis face à la République tchèque, battue 3-1, ce qui assure la qualification pour les quarts de finale. Lors du troisième match de poule sans enjeu, Luiz Felipe Scolari aligne une équipe bis, battue 2-0 par la Suisse.
Les quarts de finale de l'Euro voit le Portugal affronter l'Allemagne. Les Portugais sont favoris mais après vingt-six minutes de jeu, l'Allemagne mène déjà 2-0. La réduction du score peu avant la mi-temps par Nuno Gomes laisse entrevoir quelques espoirs, mais les Allemands marquent de nouveau. Le Portugal réduit l'écart en toute fin de match mais ne parvient pas à égaliser, les Portugais quittent alors la compétition aux portes des demi-finales en s'inclinant 2-3.

### Des hauts et des bas avec Queiroz et Bento (2008-2014)
Carlos Queiroz est nommé en juillet 2008 en remplacement de Scolari.

#### Coupe du monde 2010: une défaite frustrante face aux futurs champions du monde
Après plusieurs contre-performances lors des éliminatoires de la Coupe du monde, la sélection portugaise n'obtient que de justesse une place en barrages, aux dépens de la Suède. Vainqueur deux fois en s'imposant 1-0 face à la Bosnie-Herzégovine, les Portugais se qualifient finalement pour le mondial.
Le tirage au sort leur vaut une place dans un groupe relevé, en compagnie du Brésil et de la Côte d'Ivoire, groupe qualifié de « groupe de la mort ». La préparation est plutôt rassurante et le Portugal attaque la compétition au troisième rang du classement FIFA, son meilleur classement historique.
Lors du premier match de la phase de poules, le Portugal est tenu en échec par la Côte d'Ivoire (0-0) puis inflige une sévère défaite (7-0) à la Corée du Nord, faisant un grand pas vers la qualification. Le match nul contre le Brésil (0-0) à Durban assure la qualification des deux sélections.
En 8e de finale, le Portugal retrouve l'Espagne, championne d'Europe en titre, qui l'emporte sur un but de David Villa (1-0), quelques jours avant de remporter le tournoi.
Cet échec en Coupe du monde provoque le départ de Carlos Queiroz, remplacé par Paulo Bento.

#### Le summum de l'Euro 2012: une élimination aux portes de la finale
Après des débuts difficiles, les résultats des Portugais lors des éliminatoires de l'Euro 2012 s'améliorent. Le 17 novembre 2010, ils remportent en match amical une victoire écrasante sur l'Espagne (4-0), championne du monde et d'Europe en titre. En battant la Norvège, les Portugais prennent la première place du groupe mais la laissent finalement au Danemark, sur le terrain duquel ils s'inclinent lors de la dernière journée.
Comme pour la qualification à la Coupe du monde de 2010, le Portugal retrouve en barrages la Bosnie-Herzégovine : après un match nul et vierge à Zenica, les Portugais assurent le spectacle à l'Estadio da Luz, à Lisbonne, en s'imposant 6-2, synonyme de qualification pour l'Euro 2012.
À l'Euro 2012 en Pologne, le Portugal tombe de nouveau dans un groupe particulièrement relevé, encore qualifié de « groupe de la mort ». La Seleção entame le tournoi face à l'Allemagne, vice championne d'Europe en titre, qui au bout d'un match équilibré l'emporte 1-0. Les Portugais parviennent à s'imposer lors de leur second match, face au Danemark, sur le score de 3-2 grâce à des buts de Pepe, Hélder Postiga et Varela. Le dernier match face aux Pays-Bas est décisif : menée dès la 11e minute de jeu, la Seleção parvient à retourner la situation et s'impose deux buts à un, grâce à un doublé de  son capitaine Cristiano Ronaldo.
En quart de finale, les Portugais affrontent la République tchèque à Varsovie, qu'ils écartent sur un nouveau but de Cristiano Ronaldo.
Le Portugal atteint le stade des demi-finales pour la troisième fois lors des quatre derniers championnats d'Europe, où il pousse l'Espagne, championne d'Europe et du monde en titre, aux tirs au but après un match sans but. La Seleção s'incline aux tirs au but sur le score de 4-2, alors que l'Espagne remporte encore la compétition.
Cristiano Ronaldo, Pepe et Fábio Coentrão sont retenus par l'UEFA dans l'équipe type du tournoi.

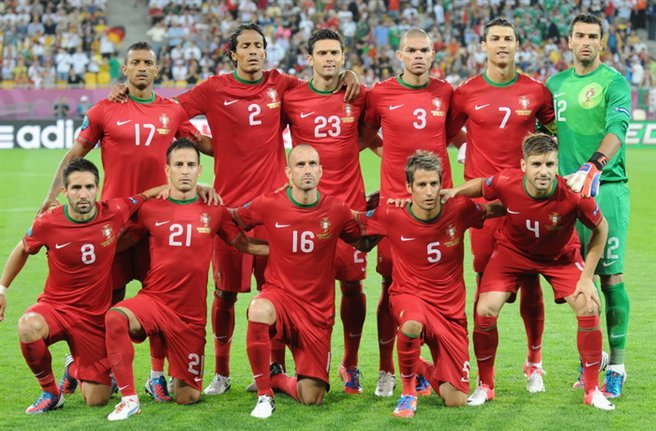
A Seleção en phase de poule face à l'Allemagne le 9 juin 2012.
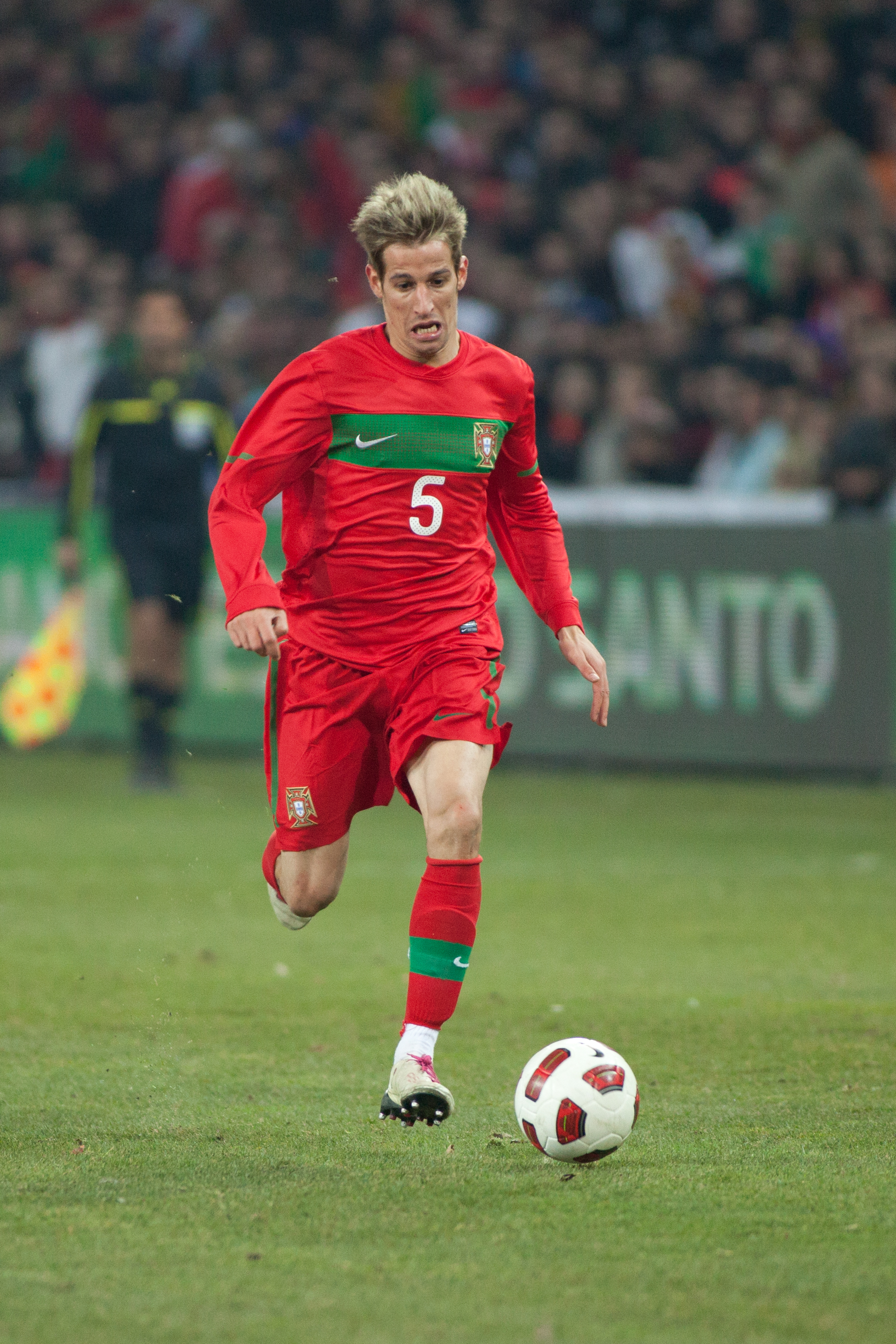
Coentrão, révélation portugaise du Mondial 2010.
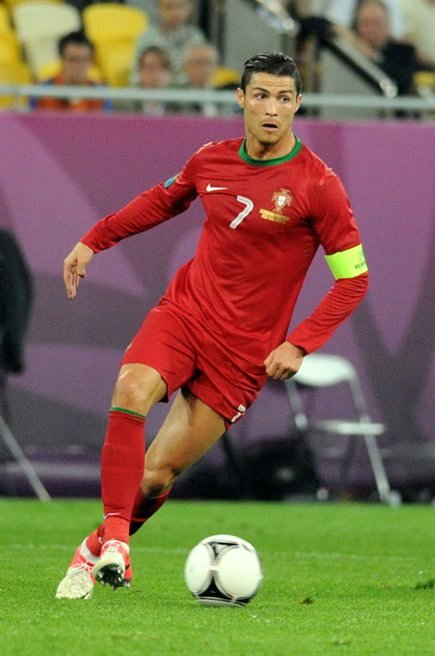
Cristiano Ronaldo capitaine clé de la Seleção.

#### Fiasco au Mondial brésilien de 2014
Les Portugais attaquent les qualifications pour le Mondial 2014 au Brésil. Battus à Moscou par les Russes puis tout proches de s'incliner en Israël, les Portugais sont devancés par la Russie au classement final et doivent pour la troisième fois consécutive passer par les barrages en affrontant cette fois la Suède.
Auteur des quatre buts des siens dont un exceptionnel triplé au match retour, Cristiano Ronaldo égale le record de buts marqués pour la Seleção détenu par Pauleta et offre au Portugal la qualification pour la Coupe du monde au détriment de la Suède lors de barrages (1-0 ; 3-2).
Le tirage au sort place le Portugal dans l'un des trois groupes les plus relevés du mondial 2014 avec l'Allemagne, le Ghana et les États-Unis. Néanmoins, la préparation des Portugais laisse entrevoir des espoirs avec notamment deux victoires 5-1 face au Cameroun le 5 mars 2014 et face à la république d'Irlande le 10 juin 2014 avant de démarrer le mondial.
Mais d’entrée de compétition, les Portugais sont sévèrement battus par l’Allemagne (0-4), qui est leur bête noire depuis le mondial 2006. Lors du deuxième match qui est déjà décisif, les portugais affrontent les États-Unis mais se retrouvent menés en seconde mi-temps, alors même que les portugais avaient ouvert le score dès le début de match. Une tête de Varela, permet, à l’ultime minute des arrêts de jeu, d’accrocher un match nul (2-2) et d'entretenir un mince espoir de qualification. Lors de l'ultime journée, la Seleção s'impose face au  Ghana (2-1), mais cette victoire est insuffisante pour se qualifier car les Portugais ont une différence de buts moins bonne que celle des États-Unis.
Comme lors de la Coupe du monde 2002, les Portugais terminent troisièmes de leur groupe et sont éliminés au stade des phases de poules.

### L'ère Fernando Santos (2014-2022): premiers trophées majeurs

#### Une équipe rajeunie
À la suite du fiasco portugais au Brésil, le sélectionneur Paulo Bento est poussé vers la sortie afin de laisser sa place à Fernando Santos en septembre 2014.
Fernando Santos fait revenir d'anciennes figures de l'équipe nationale comme Tiago, Ricardo Carvalho et même Ricardo Quaresma aux dépens de Raul Meireles, Hélder Postiga ou encore Hugo Almeida.
Parallèlement, Santos a donné un coup de fraîcheur à l'équipe avec l'arrivée de nouveaux jeunes joueurs comme William Carvalho, João Mário, Adrien Silva, Cédric Soares, Bernardo Silva, André Gomes, Renato Sanches, Anthony Lopes, Raphaël Guerreiro ou Danilo Pereira (entre autres, des joueurs très polyvalents pour la plupart).

#### Premier trophée majeur à l'Euro 2016
Cette vague de nouveaux joueurs a permis au Portugal de se qualifier pour la phase finale de l'Euro 2016 après avoir gagné sept de ses huit matchs de qualification, permettant à ces jeunes figures de s'imposer à leurs postes.
Le Portugal est versé dans le Groupe F du tournoi, en compagnie de l'Islande, l'Autriche et la Hongrie. Les supporters portugais présents en masse en France pour l'Euro 2016 attendaient beaucoup de cette nouvelle sélection rajeunie. Toutefois, c'est une douche froide qui attend le Portugal à Saint-Étienne, contrainte au match nul (1-1) contre l'Islande, petit poucet de la compétition. Un nouveau match nul contre l'Autriche (0-0) à Paris laisse un goût amer aux Portugais, Cristiano Ronaldo ayant manqué un penalty en fin de match. En disputant la rencontre au Parc des Princes, Cristiano Ronaldo est devenu le joueur le plus capé en sélection (128) devant Luís Figo (127). La Seleção est surprise par la Hongrie mais arrive tout de même à accrocher un match nul (3-3), synonyme de qualification. Les Portugais arrivent, avec trois matchs nuls, à se qualifier pour la suite de la compétition en étant parmi les quatre meilleurs troisièmes de poules, ce qui provoque beaucoup de critiques notamment dans la presse française.
La Seleção affronte alors, pour les huitièmes de finale, la Croatie qui est l'un des pays favoris de la compétition. Les Portugais parviennent à s'imposer difficilement grâce à un but dans les prolongations de Ricardo Quaresma. En quart de finale, le Portugal affronte la Pologne, qu'ils éliminent aux tirs au but : après avoir été mené rapidement au score, les Portugais égalisent grâce au premier but du jeune Renato Sanches en sélection. La Seleção se qualifie alors pour les demi-finales après une séance de tirs au but parfaite (5-3). Ricardo Quaresma, qui avait offert la qualification en quarts de finale, inscrit le tir au but victorieux. Pour les demi-finales, les Portugais jouent contre l'équipe surprise de cet Euro, le Pays de Galles de Gareth Bale. Le Portugal s'impose sur le score de 2-0 grâce à des buts de Cristiano Ronaldo, qui égale le record de buts de l'Euro de Michel Platini avec neuf buts, et de Nani. Cristiano Ronaldo est élu Homme du match grâce notamment à son but et à sa passe décisive, tir dévié volontairement par Nani.
Douze ans après leur dernière finale perdue face à la Grèce, le Portugal affronte l'équipe de France, pays hôte et bête noire des Lusitaniens, en finale au Stade de France à Saint-Denis. Malgré une entame de match défavorable qui voit la sortie du capitaine Cristiano Ronaldo sur blessure à la suite d'un contact appuyé de Dimitri Payet, les Portugais résistent bien aux assauts français et accrochent le nul à la fin du temps réglementaire. Ils font ensuite la différence en prolongations grâce à un but d'Éder à la 109e minute de jeu. Cette victoire permet au Portugal à la fois de remporter son premier titre international et de mettre fin à une disette de 41 ans sans victoire face aux Bleus.

#### Une troisième place pour la première participation à la Coupe des confédérations 2017
Ayant obtenu le titre de champion d'Europe 2016, l'équipe du Portugal participe à la Coupe des confédérations 2017 en Russie pour la première fois de son histoire.
En phase de groupe, les Portugais affrontent la Russie (pays organisateur), le Mexique et la Nouvelle-Zélande. Lors du premier match face au Mexique, les Portugais concèdent un but en toute fin de match et sont tenus en échec sur le score de 2-2.

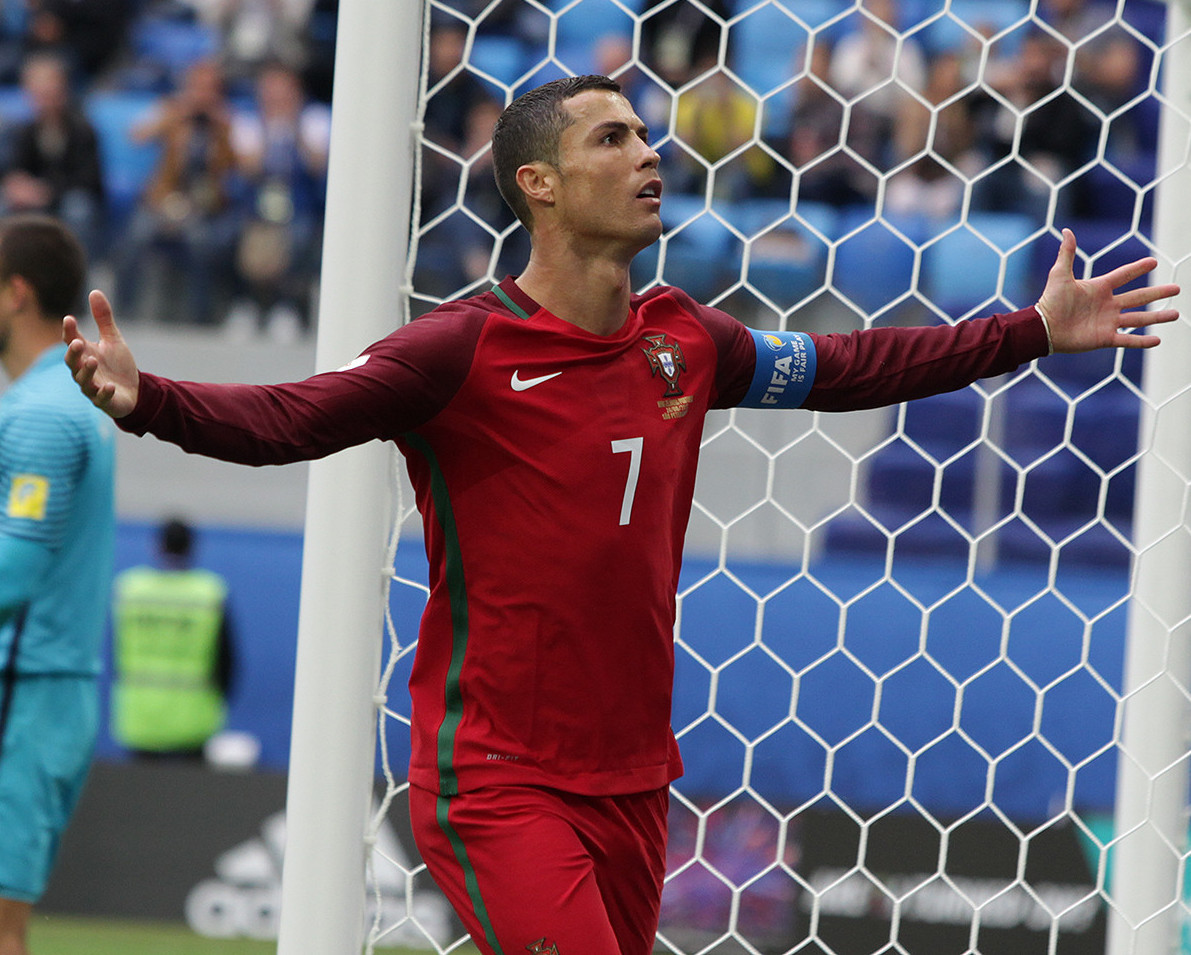
Cristiano Ronaldo lors de la Coupe des confédérations 2017.

Lors du deuxième match contre la Russie, les champions d'Europe l'emportent (1-0) et prennent la première place du groupe.
Lors du dernier match de poule face à la Nouvelle-Zélande, la Seleção gagne facilement 4-0 et se qualifie pour les demi-finales en terminant première du groupe B.
Contre le Chili en demi-finale, le Portugal fait match nul (0-0 a.p) mais s'incline aux tirs au but (0-3) après avoir vu ses trois premiers tirs stoppés par Claudio Bravo.
Les Portugais se rattrapent à l'occasion de la « petite finale » en remontant un score adverse face au Mexique (0-1 puis 2-1 a.p.) et s'emparent de la troisième place du tournoi.

#### Huitièmes de finaliste au Mondial russe de 2018
Champion d'Europe en titre deux ans plus tôt, les Portugais étaient attendus comme l'un des favoris pour le Mondial 2018.
Lors de la phase de qualification, le Portugal est placé dans le groupe B en compagnie de la Suisse, la Hongrie, les Îles Féroé, la Lettonie et Andorre. Les Portugais terminent premier de leur groupe et se qualifient directement pour le mondial de 2018.
Placé dans un groupe B considéré comme relevé, en compagnie de son rival historique l'Espagne, du Maroc et de l'Iran, les Portugais démarrent par un spectaculaire match nul face à l'Espagne (3-3) dans lequel le capitaine Cristiano Ronaldo inscrit un triplé dont un joli coup franc en fin de match. Lors de son deuxième match, le Portugal s'impose difficilement 1-0 à nouveau grâce à Cristiano Ronaldo. Pour l'ultime rencontre de la phase de groupe, les Portugais sont passés tout proche de l'élimination. En effet, après une belle action collective menant au but de Ricardo Quaresma en première période, les Lusitaniens obtiennent une occasion en or de tuer définitivement tout suspense et de décrocher la première place du groupe, avec un penalty concédé par Saeid Ezatolahi en début de deuxième mi-temps. Cependant Cristiano Ronaldo, auteur des quatre précédents buts portugais, voit sa tentative stoppée par le portier iranien Alireza Beiranvand,. Les Portugais ont laissé passer leur chance puisque l'Iran, affichant un style de jeu défensif et procédant en contre comme lors des deux premières rencontres, obtient à son tour un penalty accordé généreusement en fin de rencontre et converti par Karim Ansarifard (1-1).
Qualifié pour les huitièmes de finale en finissant deuxième de son groupe, le Portugal hérite de l'Uruguay qui ouvre le score dès la septième minute, avant que  Pepe ne parvienne à égaliser après la pause sur corner. Edinson Cavani redonne ensuite l'avantage à l'Uruguay et la Seleção s'incline finalement 2-1 ; le parcours des Portugais s'arrête donc aux portes des quarts de finale.

#### Vainqueurs de la première édition de la Ligue des nations en 2019
Pour la première édition historique de la Ligue des nations, le Portugal est placé dans le groupe 3 de la Ligue A, accompagné de l'Italie et de la Pologne. Avec trois buts en quatre matchs, André Silva est le meilleur buteur du Portugal sur cette première partie de la compétition.
Le Portugal, en tant que vainqueur du groupe 3 de la Ligue A, se qualifie et s'assure à cette occasion l'organisation de la première édition de la phase finale de la Ligue des nations.
Le 5 juin 2019 à l'Estádio do Dragão, les Portugais se qualifient face à la Suisse à la suite d'un triplé de Cristiano Ronaldo.
En finale, le Portugal affronte les Pays-Bas et l'emporte à la suite d'un but de Gonçalo Guedes dans une finale maîtrisée, leur permettant ainsi de soulever leur deuxième trophée majeur, trois ans après l'Euro en France.

#### Huitièmes de finalistes à l'Euro 2020
Les Portugais, champions d'Europe en titre, remettent leur titre en jeu dès les éliminatoires de l'Euro 2020.
Le tirage au sort les a placés dans le groupe B en compagnie de l'Ukraine, de la Serbie, de la Lituanie et du Luxembourg. Les deux premières rencontres qualificatives disputées à domicile contre l'Ukraine et la Serbie voient le Portugal connaître des difficultés à marquer, mais l'équipe ne perd pas pour autant avec 0-0 et 1-1 respectivement. Contre la Serbie le samedi 7 septembre 2019, le Portugal gagne 4 buts à 2. Le Portugal bat ensuite la Lituanie le mardi 10 septembre avec 5 buts à 1 notamment grâce à un quadruplé de Cristiano Ronaldo. Le Portugal est qualifié en finissant deuxième de son groupe derrière l'Ukraine, seule équipe contre laquelle il concède une défaite à l'extérieur (1-2).
Le tirage au sort de la phase finale place le Portugal dans un groupe F très relevé avec la France, l'Allemagne et la Hongrie, ce groupe étant considéré comme le «groupe de la mort».
Durant l'Euro 2020 qui a finalement lieu en 2021 en raison de la pandémie de Covid-19, le Portugal entame difficilement son tournoi en disposant de la Hongrie (3-0) à Budapest après avoir longtemps été tenus en échec par les Magyars, ces derniers ayant même inscrit les premiers un but refusé pour hors-jeu à la 79e minute, avant de céder à trois reprises dans les dix dernières minutes. La Seleção sombre ensuite à Munich contre l'Allemagne dans un match spectaculaire (4-2) avant d'accrocher les champions du monde français (2-2) sur un doublé de Cristiano Ronaldo, à chaque fois sur penalty.
Les Portugais terminent de nouveau parmi les quatre meilleures troisièmes, comme en 2016. Cependant, les Portugais sont éliminés en huitièmes de finale par la Belgique (1-0) sur un but de Thorgan Hazard qui marque sur l'une des rares occasions belges. Au contraire, malgré leur domination, les Portugais se sont montrés inefficaces face aux Belges et sont à nouveau éliminés aux portes des quarts de finale, comme en 2018.

#### Quarts de finalistes lors de la Coupe du monde 2022
Vainqueur de l'Euro 2016 et de la Ligue des nations 2019, le Portugal poursuit son rêve de remporter sa première Coupe du monde.
Placé dans le Groupe A lors dès éliminatoires de la zone Europe de la Coupe du monde 2022 en compagnie de la Serbie, de la République d'Irlande, du Luxembourg et de l'Azerbaïdjan, la sélection portugaise fait office de favorite de son groupe. Cependant, lors de la dernière journée, le Portugal s'incline à domicile face à la Serbie sur le score de 1-2, à la grande surprise. Le Portugal termine ainsi deuxième de son groupe et doit de nouveau passer par les barrages pour espérer se qualifier.
Le format des barrages ayant évolué, les barrages se disputent désormais sur le modèle d'un final four à élimination directe. Le Portugal hérite ainsi de la Turquie en demi-finale et s'impose 3-1. Les Portugais affrontent en finale la Macédoine du Nord qui est parvenue à créer l'exploit en s'imposant dans les toutes dernières minutes face à l'Italie sur le score de 0-1. La sélection portugaise s'impose 2-0 face aux Macédoniens grâce à un doublé de Bruno Fernandes, et décrochent ainsi leur sixième billet consécutif pour la phase finale de la Coupe du monde 2022.
Le tirage au sort, qui a lieu le 1er avril 2022, place la Seleção dans le Groupe H en compagnie de l'Uruguay, du Ghana et de la Corée du Sud. Pour son premier match, le Portugal s'impose difficilement 3 buts à 2 face à une solide équipe ghanéenne. Le Portugal continue sur sa lancée en s'imposant 2-0 face à l'Uruguay. Cependant, le Portugal s'incline lors de la dernière journée face à la Corée du Sud sur le score de 2-1 mais termine néanmoins premier de son groupe.
Après avoir terminé premier de son groupe, le Portugal écrase la Suisse 6-1 en huitième de finale. Cependant, lors des quarts de finale, le Portugal hérite du Maroc et s'incline 1-0 , les Lusitaniens sont ainsi éliminés de la compétition.
Cette nouvelle désillusion en Coupe du monde provoque le départ de Fernando Santos le 15 décembre 2022, et l'arrivée du technicien espagnol Roberto Martinez.

### L'ère Roberto Martinez (depuis 2023)
À la suite de l'arrivée du technicien espagnol Roberto Martínez en remplacement de Fernando Santos, le nouveau sélectionneur décide de choisir comme adjoint l'ancien international portugais Ricardo Carvalho, ainsi que l'ancien international portugais Ricardo Pereira comme entraineur des gardiens.

#### Quarts de finalistes à l'Euro 2024
À la suite du tirage au sort qui a eu lieu le 9 octobre 2022, le Portugal est placé au sein du groupe J des éliminatoires du Championnat d'Europe de football 2024 en compagnie de la Bosnie-Herzégovine, de la Slovaquie, de l'Islande, du Luxembourg et du Liechtenstein.
Dans ce groupe de qualification, les Portugais font figure de grand favori et surclassent sans surprise leurs adversaires, grâce notamment à une équipe talentueuse à l'image d'un Cristiano Ronaldo qui inscrit notamment l'unique but de la rencontre face à l'Islande (victoire 1-0) à l'occasion de sa 200e sélection en équipe nationale, devenant ainsi le premier joueur de l'histoire du football à franchir le cap des 200 sélections en équipe nationale. Également, les Portugais signent leur plus large victoire historique en s'imposant à domicile face au Luxembourg (9-0) et terminent la phase aller avec un parfait bilan sans encaisser le moindre but. Le 13 octobre 2023, le Portugal concède ses premiers buts mais s'impose néanmoins face à la Slovaquie (3-2), synonyme de qualification pour l'Euro 2024, avant d'assurer la première place du groupe quelques jours plus tard en s'imposant largement lors du déplacement en Bosnie-Herzégovine (5-0). Les Portugais s'imposent de nouveau face au Liechtenstein (2-0) puis finissent parfaitement leur parcours contre l'Islande (2-0), parvenant ainsi à gagner tous leurs matchs de qualification pour la première fois de leur histoire.
Le 2 décembre 2023, le tirage au sort de la phase finale de l'Euro 2024 place le Portugal, alors tête de série, dans le Groupe F en compagnie de la Turquie, de la Tchéquie ainsi que de la Géorgie (vainqueur des barrages de la Voie C),.
Faisant office de favori dans le tournoi, les Portugais commencent la compétition en s'imposant difficilement face aux Tchèques (victoire 2-1) malgré une nette domination, notamment grâce à un but de Francisco Conceição dans les dernières secondes du match, seulement quelques minutes après son entrée en jeu. Contre les Turcs, les Portugais s'imposent facilement (3-0) et valident leur billet pour les huitièmes de finale en s'assurant la première place du groupe, malgré une défaite anecdotique face aux Géorgiens (0-2). Les Portugais affrontent les Slovènes lors des huitièmes de finale et s'imposent lors des tirs au but (0-0, tab 3-0), notamment grâce à un excellent Diogo Costa qui est parvenu à arrêter les trois penalties slovènes, une première dans l'histoire de l'Euro. Face à la France en quart de finale, les Portugais se retrouvent de nouveau aux tirs au but mais s'inclinent cette fois-ci (0-0, tab 3-5) et sont éliminés à ce stade de la compétition.
Cette élimination marque également le départ à la retraite du légendaire défenseur Pepe, qui annonce mettre un terme à sa carrière à l'âge de 41 ans.

#### 2024 - 2025: 2e victoire en Ligue des nations
Pour l'édition 2024-2025 de la Ligue des nations, le Portugal est de nouveau placé en Ligue A, accompagné de la Croatie, de la Pologne et de l'Écosse. Les portugais dominent sans difficultés leurs adversaires et se qualifient pour la phase finale, en terminant premier de leur groupe.
Lors de la phase finale qui a lieu en Allemagne, le Portugal affronte le Danemark en quart de finale. Lors du match aller, les portugais sont logiquement défaits (1-0) après une prestation terne. Lors du match retour, les portugais montrent un tout autre visage et parviennent à inverser la tendance en s'imposant largement (5-2).
Les portugais se qualifient ainsi pour la demi-finale qui a lieu en juin 2025, et retrouvent leur bête noire, l'Allemagne. Menés au score en début de seconde période, les portugais parviennent à égaliser grâce à une superbe frappe de Francisco Conceição en dehors de la surface. Cristiano Ronaldo double la mise quelques instants plus tard et offre au Portugal une première victoire (1-2) face aux allemands depuis 2000. En effet, les portugais étaient restés sur cinq matchs sans victoires face aux allemands. Le Portugal retrouve l'Espagne en finale, à l'occasion d'un derby ibérique. Menés à deux reprises, les portugais parviennent à accrocher les espagnols en prolongations et à s'imposer aux tirs au but (2-2, 5-3 t.a.b).
Le Portugal remporte ainsi la Ligue des Nations et devient la première équipe à détenir deux titres de cette compétition. Cristiano Ronaldo termine meilleur buteur de la compétition, avec 8 réalisations.

## Résultats

### Palmarès du Portugal en compétitions officielles
Le tableau suivant liste le palmarès de l’équipe du Portugal de football dans les différentes compétitions officielles.
| | | |
| Compétitions internationales | Compétitions continentales | Trophées & prix divers                                                                                                |
| - Coupe du monde de la FIFA - Troisième en 1966. - Quatrième en 2006. - Coupe des confédérations de la FIFA - Troisième en 2017. | - Championnat d'Europe de football (1) - Vainqueur en 2016. - Finaliste en 2004. - Demi-finaliste en 1984, 2000 et 2012. - Ligue des nations de l'UEFA (2) - Vainqueur en 2019 et 2025. | - SkyDome Cup (1) - Vainqueur en 1995. - Équipe la plus spectaculaire de la Coupe du monde (1) : - Vainqueur en 2006. |

| Meilleurs joueurs | Meilleurs buteurs |
| --- | --- |
| Joueur clé du Championnat d'Europe (1) : - Cristiano Ronaldo (2016) Meilleur jeune joueur du Championnat d'Europe (1) : - Renato Sanches (2016) Meilleur joueur de la Ligue des nations (2) : - Bernardo Silva (2019) - Nuno Mendes (2025) | Meilleur buteur de la Coupe du monde (1) : - Eusébio (1966) Meilleur buteur du Championnat d'Europe (1) : - Cristiano Ronaldo (2012 et 2020) Soulier d'argent du Championnat d'Europe (1) : - Cristiano Ronaldo (2016) Meilleur buteur de la Ligue des nations (1) : - Cristiano Ronaldo (2019 et 2025) |
| Équipe type | |
| Équipe type de la Coupe du monde (1 tournoi) : - Ricardo, Ricardo Carvalho, Luís Figo, Maniche (2006) Équipe type du Championnat d'Europe (7 tournois) : - João Pinto, Fernando Chalana (1984) ; Rui Costa (1996) ; Luís Figo, Rui Costa, Nuno Gomes (2000) ; Ricardo Carvalho, Luís Figo, Maniche, Cristiano Ronaldo (2004) ; José Bosingwa, Pepe (2008) ; Fábio Coentrão, Pepe, Cristiano Ronaldo (2012) ; Rui Patrício, Raphaël Guerreiro, Pepe, Cristiano Ronaldo (2016) Équipe type de la Ligue des nations (1 tournoi) : - Nélson Semedo, Rúben Dias, Bruno Fernandes, Bernardo Silva, Cristiano Ronaldo (2019) | |

### Parcours du Portugal en compétitions internationales

#### Parcours du Portugal en Coupe du monde
Le Portugal s'est qualifié à huit reprises sur vingt-deux possibles pour la phase finale de la Coupe du Monde. La Seleção s'est qualifié pour la première fois lors de l'édition de 1966 où elle a réalisé son meilleur parcours en terminant en troisième position. Elle a également disputé une deuxième demi-finale lors de l'édition de 2006 en terminant cette fois-ci en quatrième position. Le Portugal s'est également qualifié lors de l'édition de 1986 et s'est toujours qualifié en phase finale de Coupe du Monde depuis 2002.
| Année | Position         |      | Année            | Position |                    | Année | Position |
| 1930  | Non inscrite     | 1974 | Non qualifiée    | 2010     | Huitième de finale |       |          |
| 1934  | Non qualifiée    | 1978 | Non qualifiée    | 2014     | 1er tour           |       |          |
| 1938  | Non qualifiée    | 1982 | Non qualifiée    | 2018     | Huitième de finale |       |          |
| 1950  | Non qualifiée    | 1986 | 1er tour         | 2022     | Quart de finale    |       |          |
| 1954  | Non qualifiée    | 1990 | Non qualifiée    | 2026     | À venir            |       |          |
| 1958  | Non qualifiée    | 1994 | Non qualifiée    | 2030     | À venir            |       |          |
| 1962  | Non qualifiée    | 1998 | Non qualifiée    | 2034     | À venir            |       |          |
| 1966  | Demi-finale (3e) | 2002 | 1er tour         |          |                    |       |          |
| 1970  | Non qualifiée    | 2006 | Demi-finale (4e) |          |                    |       |          |

#### Parcours du Portugal en Championnat d'Europe
Le Portugal s'est qualifié à huit reprises sur seize possibles pour la phase finale du championnat d'Europe.
Le Portugal a remporté le trophée une seule et unique fois en 2016 grâce à un but d'Eder et a échoué une fois en finale à domicile en 2004 face à la Grèce.
La sélection portugaise s'est arrêtée en demi-finale lors des éditions 1984, 2000 et 2012.
Le Portugal a toujours été présent en phase finale depuis 1996 et a participé à toutes les phases de qualifications mis à part en 2004 où le Portugal était qualifié d'office en tant que pays organisateur.
| Année | Position         |      | Année           | Position |                    | Année | Position |
| 1960  | Quarts de finale | 1988 | Non qualifiée   | 2016     | Vainqueur          |       |          |
| 1964  | Non qualifiée    | 1992 | Non qualifiée   | 2020     | Huitième de finale |       |          |
| 1968  | Non qualifiée    | 1996 | Quart de finale | 2024     | Quart de finale    |       |          |
| 1972  | Non qualifiée    | 2000 | Demi-finale     | 2028     | À venir            |       |          |
| 1976  | Non qualifiée    | 2004 | Finaliste       | 2032     | À venir            |       |          |
| 1980  | Non qualifiée    | 2008 | Quart de finale |          |                    |       |          |
| 1984  | Demi-finale      | 2012 | Demi-finale     |          |                    |       |          |

#### Parcours du Portugal en Ligue des nations
Le Portugal s'est qualifié une seule fois sur trois possibles pour la phase finale de la Ligue des nations, à l'occasion de l'édition 2018-2019 qu'il a organisé et qu'il a remporté le 9 juin 2019 sur le score de 1 but à 0 contre les Pays-Bas grâce à un but de Gonçalo Guedes.
| Édition   | Ligue | Class. | Phase de Groupe | Phase de Groupe | Phase de Groupe | Phase de Groupe | Phase de Groupe | Phase de Groupe | Phase de Groupe | Phase finale | Phase finale  | Phase finale  | Phase finale  | Phase finale  | Phase finale  | Phase finale  | Phase finale  |
| Édition   | Ligue | Class. | Class.          | M               | V               | N               | D               | bp              | bc              | Pays hôte    | Résultat      | M             | V             | N             | D             | bp            | bc            |
| --------- | ----- | ------ | --------------- | --------------- | --------------- | --------------- | --------------- | --------------- | --------------- | ------------ | ------------- | ------------- | ------------- | ------------- | ------------- | ------------- | ------------- |
| 2018-2019 | A     | 1er    | 1/3             | 4               | 2               | 2               | 0               | 5               | 3               | 2019         | Vainqueur     | 2             | 2             | 0             | 0             | 4             | 1             |
| 2020-2021 | A     | 5e     | 2/4             | 6               | 4               | 1               | 1               | 12              | 4               | 2021         | Non qualifiée | Non qualifiée | Non qualifiée | Non qualifiée | Non qualifiée | Non qualifiée | Non qualifiée |
| 2022-2023 | A     | 6e     | 2/4             | 6               | 3               | 1               | 2               | 11              | 3               | 2023         | Non qualifiée | Non qualifiée | Non qualifiée | Non qualifiée | Non qualifiée | Non qualifiée | Non qualifiée |
| 2024-2025 | A     | 1er    | 1/4             | 6               | 4               | 2               | 0               | 13              | 5               | 2025         | Vainqueur     | 4             | 2             | 1             | 1             | 9             | 6             |
| Total     | Total | Total  | Total           | 22              | 13              | 6               | 3               | 41              | 15              | Total        | Total         | 6             | 4             | 1             | 1             | 13            | 7             |

#### Parcours du Portugal en Coupe des confédérations
À la suite de son premier trophée majeur remporté lors de l'Euro 2016, le Portugal dispute pour la seule et unique fois de son histoire la Coupe des confédérations, au cours de laquelle il termine à la troisième place lors de l'édition 2017, cette édition qui a la particularité d'être la dernière édition historique de cette compétition avant la disparition de celle-ci actée en 2019.
| Année       | Résultat      | Class.        | J             | G             | N             | P             | bp            | bc            |
| ----------- | ------------- | ------------- | ------------- | ------------- | ------------- | ------------- | ------------- | ------------- |
| 1992 à 2013 | Non qualifiée | Non qualifiée | Non qualifiée | Non qualifiée | Non qualifiée | Non qualifiée | Non qualifiée | Non qualifiée |
| 2017        | Demi-finale   | 3e            | 5             | 3             | 2             | 0             | 9             | 3             |
| Total       | 1/10          | -             | 5             | 3             | 2             | 0             | 9             | 3             |

### Classement du Portugal au classement mondial de la FIFA
Depuis l'introduction du classement mondial de la FIFA en 1993, le Portugal a navigué entre la 43e place, son pire classement atteint en août 1998, et la 3e place, atteinte en 2010, 2012, 2014, 2017 et 2018, à la suite des bons résultats de la Seleção lors des tournois internationaux.
| Année                | 1993 | 1994 | 1995 | 1996 | 1997 | 1998 | 1999 | 2000 | 2001 | 2002 | 2003 | 2004 | 2005 | 2006 | 2007 |
| -------------------- | ---- | ---- | ---- | ---- | ---- | ---- | ---- | ---- | ---- | ---- | ---- | ---- | ---- | ---- | ---- |
| Classement mondial   | 20   | 20   | 16   | 13   | 30   | 36   | 15   | 6    | 4    | 11   | 17   | 9    | 10   | 8    | 8    |
| Classement en Europe | 15   | 15   | 12   | 10   | 16   | 18   | 12   | 4    | 2    | 7    | 12   | 6    | 6    | 6    | 6    |

| Année                | 2008 | 2009 | 2010 | 2011 | 2012 | 2013 | 2014 | 2015 | 2016 | 2017 | 2018 | 2019 | 2020 | 2021 | 2022 |
| -------------------- | ---- | ---- | ---- | ---- | ---- | ---- | ---- | ---- | ---- | ---- | ---- | ---- | ---- | ---- | ---- |
| Classement mondial   | 11   | 5    | 8    | 7    | 7    | 5    | 7    | 7    | 8    | 3    | 6    | 7    | 5    | 8    | 9    |
| Classement en Europe | 9    | 4    | 5    | 5    | 5    | 3    | 4    | 4    | 4    | 2    | 5    | 5    | 6    | 6    | 7    |

| Année                | 2023 | 2024 | 2025 |
| -------------------- | ---- | ---- | ---- |
| Classement mondial   | 7    | 6    |      |
| Classement en Europe | 5    | 4    |      |

| Légende du classement mondial : Légende du classement UEFA : | - de 1 à 3 - de 1 à 3 | - de 4 à 14 - de 4 à 9 | - de 15 à 209 - de 10 à 54 |

### Matchs historiques du Portugal
Le premier match officiel de la sélection portugaise eut lieu le 18 novembre 1921 contre l'Espagne et se termine par une défaite (3-1).
La plus large victoire de la sélection portugaise est une victoire contre le Luxembourg le 11 septembre 2023 sur le score de 9-0 à domicile. Auparavant, les portugais s’étaient par trois fois imposés sur le score de 8-0, dont notamment une victoire contre le Koweït le 19 novembre 2003 à domicile sur le terrain de l'União Desportiva de Leiria, l'Estádio Dr. Magalhães Pessoa. La deuxième plus large victoire se déroule le 21 juin 2010 lors du premier tour de la Coupe du monde 2010 contre la Corée du Nord sur le score de 7-0 (c'est le cinquième plus gros score en Coupe du monde, après l'Allemagne lors du premier tour de la Coupe du monde 2002 avec un score de 8-0 contre l'Arabie saoudite).
À Lisbonne, le 25 mai 1947, l’Angleterre inflige sa plus large défaite au Portugal sur le score de 10 buts à 0.
Parmi d'autres matchs significatifs, on peut citer :
- La demi-finale de la Coupe du monde 1966, le 26 juillet 1966, opposant le Portugal à l'Angleterre, pays organisateur, match joué au Stade de Wembley (Londres) qui se solde par la défaite des premiers par deux buts à un.
- La « petite finale », deux jours plus tard, sourit néanmoins aux Portugais qui s'imposent sur les Soviétiques (2-1). Précédemment dans le tournoi, les Portugais avaient battu et éliminé le Brésil, double tenant du titre, en s'imposant 3-1 à Goodison Park.
- La finale de l'Euro 2004, le 4 juillet 2004, au Stade de Luz de Lisbonne, qui oppose le Portugal (pays organisateur) à la Grèce, avec un résultat cruel à la clé puisque les Grecs créent la surprise en s'imposant 0-1.
- La demi-finale de la Coupe du monde 2006, le 5 juillet 2006, entre le Portugal et la France qui voit les seconds s'imposer 1-0 dans l'enceinte de l'Allianz Arena de Munich. Contrairement à l'édition 1966, le match pour la troisième place, trois jours plus tard, n'est pas favorable aux Portugais qui sont battus par l'Allemagne 3-1.
- La finale de l'Euro 2016, le 10 juillet 2016, qui voit la France, pays organisateur, succomber au Stade de France face au Portugal 0-1 a.p. qui obtient enfin son premier sacre international.
- La demi-finale de la Coupe des confédérations 2017, le 28 juin 2017, opposant le Portugal au Chili, match joué au Kazan-Arena (Russie) qui se solde par un 0-0 a.p. voit la défaite des premiers aux tirs au but. La « petite finale », quatre jours plus tard, sourit néanmoins aux Portugais qui s'imposent sur le Mexique (2-1 ap).
- La finale de la Ligue des nations opposant le Portugal aux Pays-Bas le 9 juin 2019, à l'issue duquel le Portugal remporte le match 1-0 et remporte la première édition historique de la Ligue des Nations.
- Le huitième de finale de la Coupe du monde 2022, dans le match entre le Portugal et la Suisse, la Seleção remporte le match (6-1), grâce à un triplé de Gonçalo Ramos ainsi que des buts de Pepe, Raphaël Guerreiro et de Rafael Leão.
- La finale de la Ligue des nations opposant le Portugal à l'Espagne le 8 juin 2025, à l'issue duquel le Portugal remporte le match aux tirs au but et remporte la deuxième Ligue des Nations de leur histoire.

## Personnalités

### Joueurs emblématiques
Le footballeur emblématique du Portugal au XXe siècle est sans conteste l'attaquant Eusébio. Dans la liste The Best of The Best publiée par la Rec.Sport.Soccer Statistics Foundation, basée sur douze des principaux classements des meilleurs joueurs du XXe siècle publiés dans les médias de référence, il est le seul Portugais à apparaitre. Vedette du Benfica Lisbonne, il devient en 1965 le premier portugais à remporter le Ballon d'or, récompense annuelle attribuée à l'époque au meilleur joueur européen de football,. Il termine deuxième du même classement en 1962 et en 1966, après l'épopée portugaise en Coupe du monde dont il est le meilleur buteur.
Dans sa liste FIFA 100 publiée en 2004, la FIFA honore, outre Eusébio, les Portugais Rui Costa et Luís Figo. Les deux mènent avec brio le jeu de la sélection à la fin des années 1990, lui permettant de prendre place parmi les meilleurs sélections du monde. Figo est en 2000 le second Portugais à remporter le Ballon d'or, alors qu'il était ouvert à tous les joueurs évoluant en Europe sans distinction de nationalité.
À la fin des années 2000, le nouvel homme fort du football portugais est l'attaquant Cristiano Ronaldo, premier portugais quintuple vainqueur du Ballon d'or en 2008, 2013, 2014, 2016 et 2017. Signe de la régularité de ses performances, il est également deuxième du classement en 2007, 2009, 2011, 2012, 2015 et 2018, soit huit années consécutives parmi les deux premiers sur la phase 2011 - 2018.
En 2014, la FIFA identifie certains joueurs comme des « stars du passé » de la sélection. Outre Eusébio, Rui Costa et Luís Figo, la liste inclut plusieurs joueurs ayant participé à l'épopée de 1966 : les milieux de terrain Mário Coluna, José Augusto et Jaime Graça, et leurs coéquipiers d'attaque José Augusto Torres et António Simões. Le buteur Pedro Miguel Pauleta, devenu en 2006 le recordman du nombre de buts avec la sélection devant Eusébio-,complète la liste.
En 2012, TF1 publie son classement « top 10 » des footballeurs portugais. Outre Eusébio, Luís Figo, Rui Costa, Cristiano Ronaldo et Pauleta, y figurent Fernando Chalana, homme fort de la sélection lors de l'Euro 1984, Paulo Futre, joueur mythique de l'Atlético Madrid qui manque de très peu le Ballon d'or en 1987, le gardien de but Vítor Baía, l'attaquant João V. Pinto -dont l'homologue arrière João D. Pinto remporte notamment la Coupe d'Europe des clubs champions en 1987 en tant que capitaine-, et le meneur de jeu Deco.

### Sélectionneurs

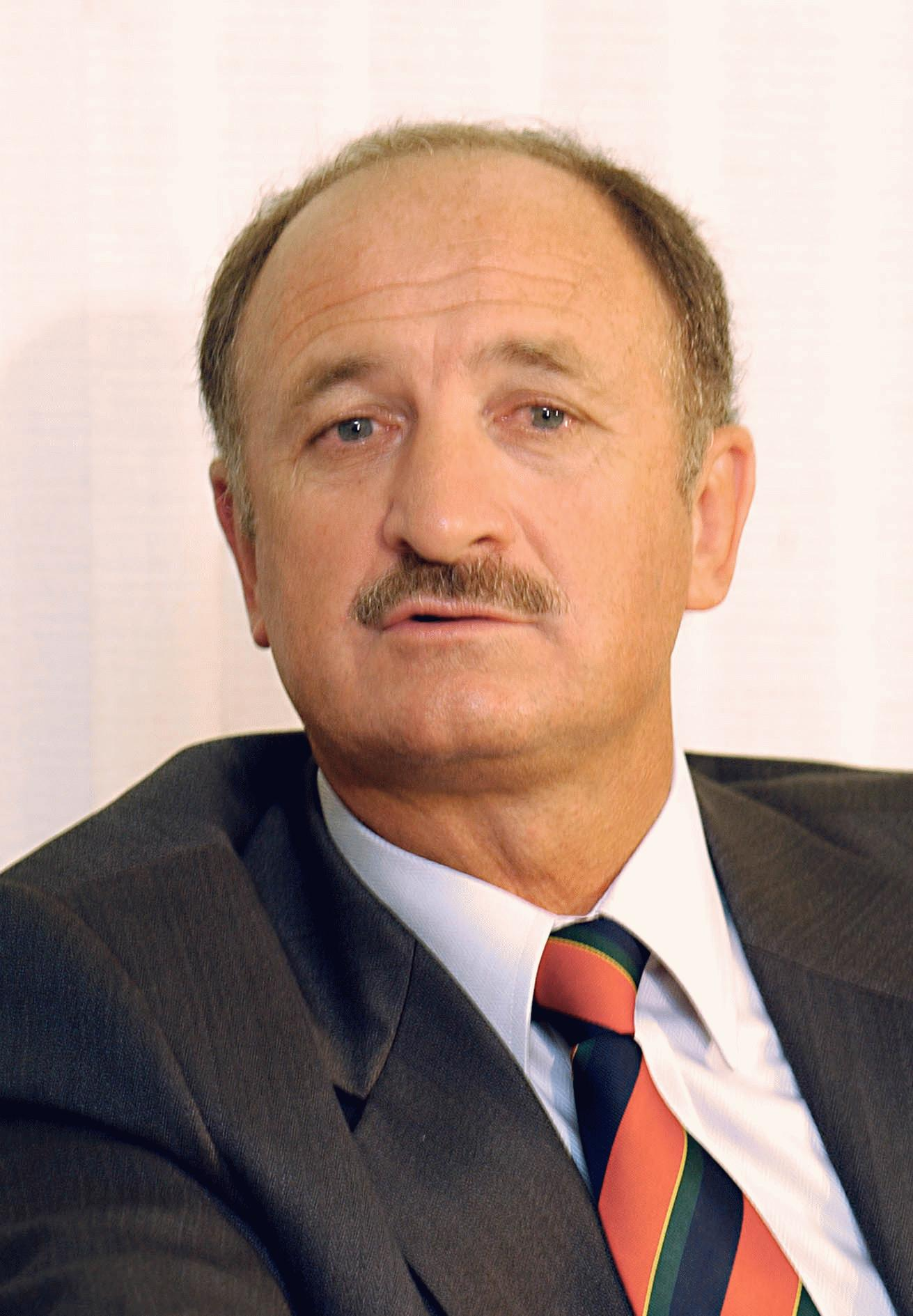
Scolari, sélectionneur de 2003 à 2008.

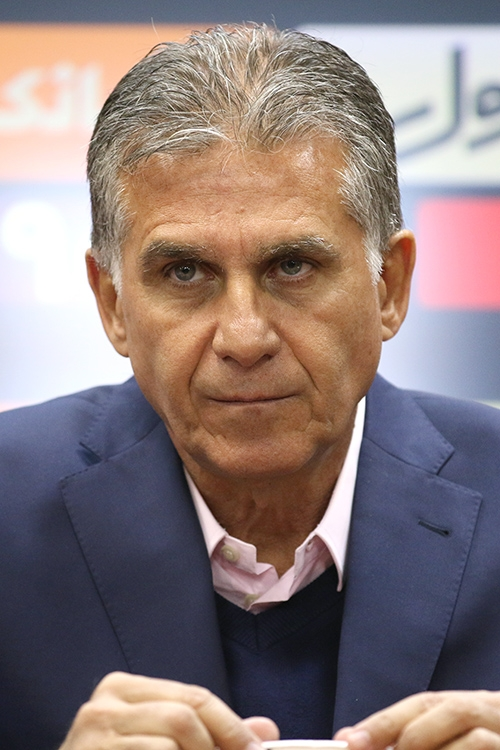
Carlos Queiroz, sélectionneur de 2008 à 2010.

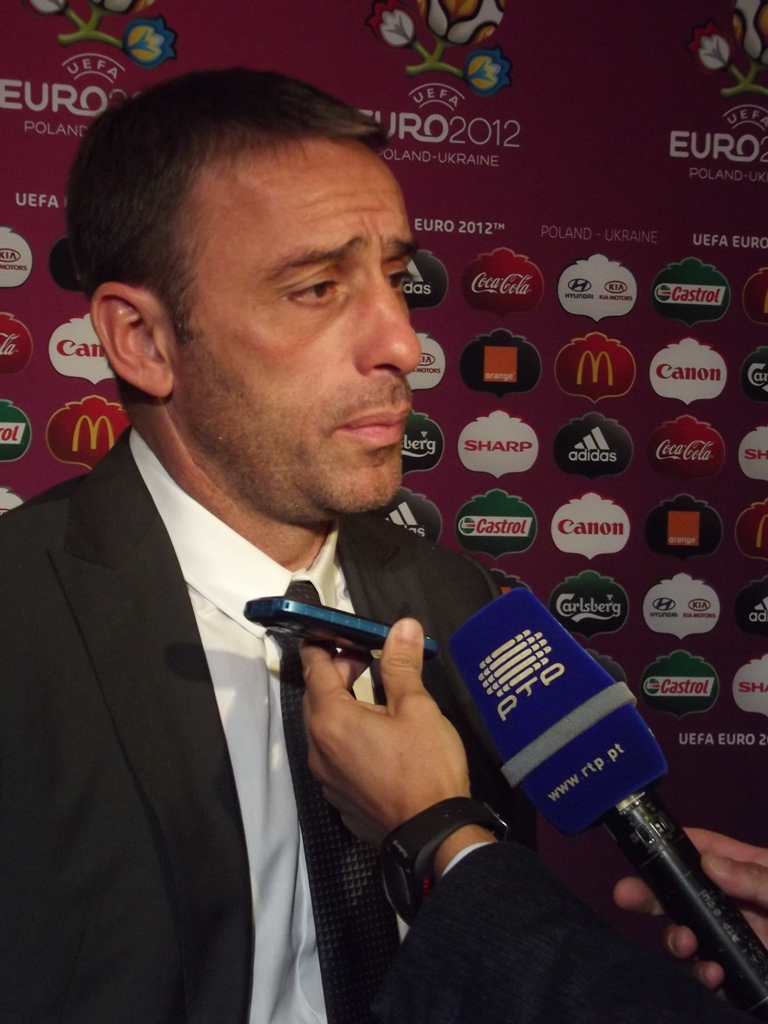
Paulo Bento, sélectionneur de 2010 à 2014.

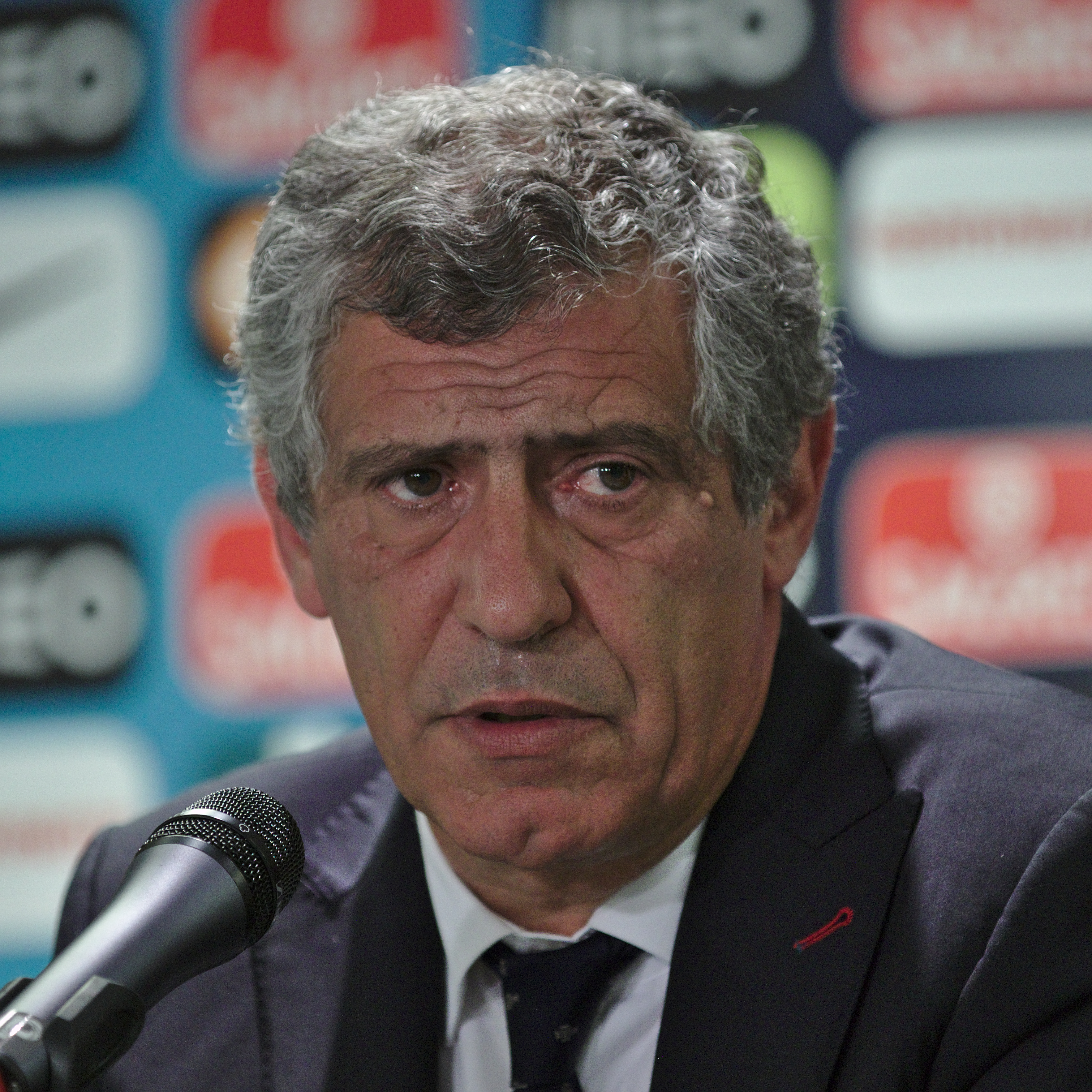
Fernando Santos, sélectionneur de 2014 à 2022, et vainqueur de l'Euro 2016.

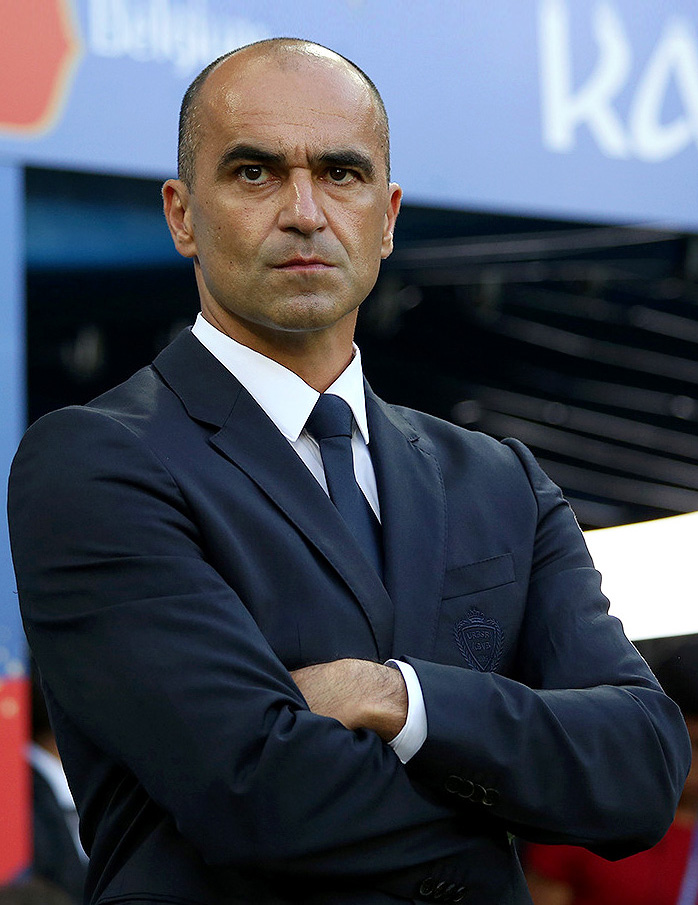
Roberto Martínez, l'actuel sélectionneur

Le premier sélectionneur ayant connu le succès avec le Portugal est un Brésilien, Otto Glória. Après s'être fait connaître sur le banc du Benfica Lisbonne notamment, il prend en 1964 les rênes de la sélection. En deux ans il remporte quinze des vingt matchs auquel il participe. Emmenée par un Eusébio à son apogée, la Selecção das Quinas se qualifie pour la première fois à la Coupe du monde et termine à la troisième place du tournoi. Alors qu'il quitte son poste après la compétition, la sélection retrouve l'anonymat.
Plus récemment, un autre Brésilien brille à la tête de la sélection : Luiz Felipe Scolari est nommé en 2003, tout enorgueilli du titre de champion du monde qu'il a remporté avec la sélection brésilienne l'année précédente, avec l'objectif de mener la sélection portugaise le plus possible lors de l'Euro 2004, disputé à domicile. Brillants, les Portugais accèdent pour la première fois en finale mais s'y inclinent face à la Grèce, équipe surprise du tournoi. Deux ans plus tard, le Portugal se présente en outsider attendu. Il atteint les demi-finales de la Coupe du monde en Allemagne, perdue de justesse face à la France. C'est le sommet du mandat Scolari, qui quitte la sélection après l'élimination face à une Allemagne plus fraîche et fringante en quart de finale de l'Euro 2008.
Nommé en 2014, Fernando Santos restera huit ans à la tête de la sélection portugaise. Il apportera au Portugal les deux premiers titres majeurs de son histoire avec le Championnat d'Europe de football 2016 et la Ligue des nations de l'UEFA 2018-2019. Il quitte son poste le 15 décembre 2022.
Le 9 janvier 2023, l'Espagnol Roberto Martínez est nommé au poste de sélectionneur, il s'agit du premier sélectionneur de la Seleção à avoir une nationalité autre que portugaise et brésilienne.
| Sélectionneur,           | Période     | Matchs | Gagnés | Nuls | Perdus | Gagnés % |
| ------------------------ | ----------- | ------ | ------ | ---- | ------ | -------- |
| Comité de sélection      | 1921-1923   | 3      | 0      | 0    | 3      | 0        |
| António Ribeiro dos Reis | 1925-1926   | 4      | 1      | 1    | 2      | 25       |
| Cândido de Oliveira      | 1926-1929   | 13     | 5      | 4    | 4      | 38,46    |
| Maia Loureiro            | 1929        | 1      | 0      | 0    | 1      | 0        |
| Laurindo Grijó           | 1930        | 4      | 2      | 0    | 2      | 50       |
| Tavares da Silva         | 1931        | 2      | 1      | 0    | 1      | 50       |
| Salvador do Carmo        | 1932-1933   | 3      | 2      | 0    | 1      | 66,67    |
| António Ribeiro dos Reis | 1934        | 2      | 0      | 0    | 2      | 0        |
| Cândido de Oliveira      | 1935-1945   | 15     | 4      | 4    | 7      | 26,67    |
| Tavares da Silva         | 1945-1947   | 9      | 4      | 1    | 4      | 44,44    |
| Virgílio Paula           | 1947-1948   | 3      | 1      | 0    | 2      | 33,33    |
| Armando Sampaio          | 1949        | 4      | 1      | 1    | 2      | 25       |
| Salvador do Carmo        | 1950        | 4      | 0      | 2    | 2      | 0        |
| Tavares da Silva         | 1951        | 4      | 0      | 1    | 3      | 0        |
| Cândido de Oliveira      | 1952        | 3      | 0      | 1    | 2      | 0        |
| Salvador do Carmo        | 1953-1954   | 5      | 1      | 2    | 2      | 20       |
| Fernando Vaz             | 1954        | 1      | 0      | 0    | 1      | 0        |
| Tavares da Silva         | 1955-1957   | 15     | 5      | 2    | 8      | 33,33    |
| José Maria Antunes       | 1957-1960   | 12     | 4      | 0    | 8      | 33,33    |
| Armando Ferreira         | 1961        | 3      | 1      | 1    | 1      | 33,33    |
| Fernando Peyroteo        | 1962        | 2      | 0      | 0    | 2      | 0        |
| Armando Ferreira         | 1962        | 3      | 0      | 0    | 3      | 0        |
| José Maria Antunes       | 1962-1964   | 10     | 4      | 1    | 5      | 40       |
| Otto Glória              | 1964-1966   | 20     | 15     | 2    | 3      | 75       |
| José Gomes da Silva      | 1967        | 6      | 2      | 3    | 1      | 33,33    |
| José Maria Antunes       | 1968-1969   | 9      | 1      | 3    | 5      | 11,11    |
| José Gomes da Silva      | 1970-1971   | 7      | 3      | 1    | 3      | 42,85    |
| José Augusto             | 1972-1973   | 15     | 9      | 4    | 2      | 60       |
| José Maria Pedroto       | 1974-1976   | 16     | 6      | 4    | 6      | 37,5     |
| Juca                     | 1977-1978   | 5      | 3      | 1    | 1      | 60       |
| Mário Wilson             | 1978-1980   | 10     | 5      | 2    | 3      | 50       |
| Juca                     | 1980-1982   | 18     | 6      | 3    | 9      | 33,33    |
| Otto Glória              | 1982-1983   | 7      | 3      | 1    | 3      | 42,85    |
| Fernando Cabrita         | 1983-1984   | 9      | 5      | 2    | 2      | 55,56    |
| José Torres              | 1984-1986   | 17     | 8      | 1    | 8      | 47,05    |
| Ruy Seabra               | 1986-1987   | 6      | 1      | 4    | 1      | 16,67    |
| Juca                     | 1987-1989   | 17     | 8      | 5    | 4      | 47,05    |
| Artur Jorge              | 1990-1991   | 8      | 4      | 3    | 1      | 50       |
| Carlos Queiroz           | 1991-1993   | 23     | 10     | 8    | 5      | 43,47    |
| Nelo Vingada             | 1994        | 2      | 0      | 2    | 0      | 0        |
| António Oliveira         | 1994-1996   | 22     | 13     | 5    | 4      | 59,09    |
| Artur Jorge              | 1996-1997   | 12     | 5      | 5    | 2      | 41,67    |
| Humberto Coelho          | 1998-2000   | 24     | 16     | 4    | 4      | 66,67    |
| António Oliveira         | 2000-2002   | 22     | 13     | 5    | 4      | 59,09    |
| Agostinho Oliveira       | 2002        | 4      | 2      | 2    | 0      | 50       |
| Luiz Felipe Scolari      | 2003-2008   | 73     | 42     | 17   | 14     | 57,53    |
| Carlos Queiroz           | 2008-2010   | 26     | 15     | 8    | 3      | 57,69    |
| Agostinho Oliveira       | 2010        | 2      | 0      | 1    | 1      | 0        |
| Paulo Bento              | 2010-2014   | 47     | 26     | 12   | 9      | 55,31    |
| Fernando Santos          | 2014-2022   | 109    | 67     | 23   | 19     | 61,46    |
| Roberto Martínez         | depuis 2023 | 30     | 21     | 5    | 4      | 70,00    |

### Capitaines de la Seleção
77 capitaines se sont succédé en équipe du Portugal depuis sa création.
Parmi eux, le premier au classement du nombre de matchs joués en tant que capitaine est le ballon d'or Cristiano Ronaldo, capitaine actuel, avec 152 capitanats.
Viennent ensuite l'arrière droit João D. Pinto, capitaine 44 fois entre 1987 et 1996 à égalité avec Fernando Couto entre 1990 et 2004. Ils sont suivis de Humberto Coelho, défenseur central entre 1968 et 1983 avec 41 capitanats et Vítor Baía lors des années 1990, 40 capitanats.
Les tableaux ci-dessous présentent la liste des principaux capitaines de l'équipe du Portugal depuis 1921.
| Nom                   | Période   | Capitanats |
| Jorge Vieira          | 1925-1928 | 13 fois    |
| Augusto Silva         | 1929-1934 | 8 fois     |
| Gustavo Teixeira      | 1935-1938 | 7 fois     |
| Álvaro Cardoso        | 1945-1947 | 10 fois    |
| Francisco Ferreira    | 1948-1951 | 12 fois    |
| Manuel Passos         | 1953-1957 | 15 fois    |
| Virgílio Mendes       | 1957-1960 | 9 fois     |
| José Águas            | 1959-1962 | 7 fois     |
| Mário Coluna          | 1962-1968 | 21 fois    |
| Germano de Figueiredo | 1964-1966 | 9 fois     |
| José Augusto          | 1965-1967 | 7 fois     |
| Eusébio               | 1969-1973 | 16 fois    |
| Humberto Coelho       | 1973-1983 | 41 fois    |
| Nené                  | 1976-1983 | 6 fois     |
| Manuel Bento          | 1980-1986 | 26 fois    |

| Nom               | Période     | Capitanats |
| Fernando Gomes    | 1983-1988   | 6 fois     |
| João Pinto        | 1987-1996   | 44 fois    |
| Vítor Baía        | 1995 - 2002 | 40 fois    |
| Fernando Couto    | 1995-2004   | 44 fois    |
| Luís Figo         | 2001-2006   | 23 fois    |
| Pauleta           | 2004-2006   | 9 fois     |
| Nuno Gomes        | 2006-2008   | 9 fois     |
| Costinha          | 2004-2006   | 8 fois     |
| João Moutinho     | 2005-2022   | 6 fois     |
| Simão Sabrosa     | 2008-2010   | 8 fois     |
| Cristiano Ronaldo | depuis 2007 | 152 fois   |
| Bruno Alves       | 2011-2015   | 6 fois     |
| Pepe              | 2012-2024   | 14 fois    |

Mis à jour le 8 juin 2025.

### Records individuels
| Rang | Joueur            | Sélections | Buts | Premier match     | Dernier match  |
| ---- | ----------------- | ---------- | ---- | ----------------- | -------------- |
| 1    | Cristiano Ronaldo | 221        | 138  | 20 août 2003      | 8 juin 2025    |
| 2    | João Moutinho     | 146        | 7    | 17 août 2005      | 9 juin 2022    |
| 3    | Pepe              | 141        | 8    | 21 novembre 2007  | 5 juillet 2024 |
| 4    | Luís Figo         | 127        | 32   | 12 octobre 1991   | 8 juillet 2006 |
| 5    | Nani              | 112        | 24   | 11 septembre 2006 | 2 juillet 2017 |
| 6    | Fernando Couto    | 110        | 8    | 19 décembre 1990  | 30 juin 2004   |
| 7    | Rui Patrício      | 108        | 0    | 17 novembre 2010  | 21 mars 2024   |
| 8    | Bernardo Silva    | 102        | 13   | 27 mars 2015      | 8 juin 2025    |
| 9    | Bruno Alves       | 96         | 11   | 5 juin 2007       | 7 juin 2018    |
| 10   | Rui Costa         | 94         | 26   | 31 mars 1993      | 4 juillet 2004 |

| Rang | Joueur            | Buts | Sélections | Moy  | Premier match     | Dernier match    |
| ---- | ----------------- | ---- | ---------- | ---- | ----------------- | ---------------- |
| 1    | Cristiano Ronaldo | 138  | 221        | 0,62 | 20 août 2003      | 8 juin 2025      |
| 2    | Pauleta           | 47   | 88         | 0,53 | 20 août 1997      | 8 juillet 2006   |
| 3    | Eusébio           | 41   | 64         | 0,64 | 8 octobre 1961    | 13 octobre 1973  |
| 4    | Luís Figo         | 32   | 127        | 0,25 | 12 octobre 1991   | 8 juillet 2006   |
| 5    | Nuno Gomes        | 29   | 79         | 0,37 | 24 janvier 1996   | 11 octobre 2011  |
| 6    | Hélder Postiga    | 27   | 71         | 0,38 | 12 février 2003   | 14 novembre 2014 |
| 7    | Rui Costa         | 26   | 94         | 0,28 | 31 mars 1993      | 4 juillet 2004   |
| 8    | Bruno Fernandes   | 25   | 80         | 0,32 | 10 novembre 2017  | 8 juin 2025      |
| 9    | Nani              | 24   | 112        | 0,21 | 11 septembre 2006 | 2 juillet 2017   |
| 10   | João Pinto        | 23   | 81         | 0,30 | 12 octobre 1991   | 14 juin 2002     |

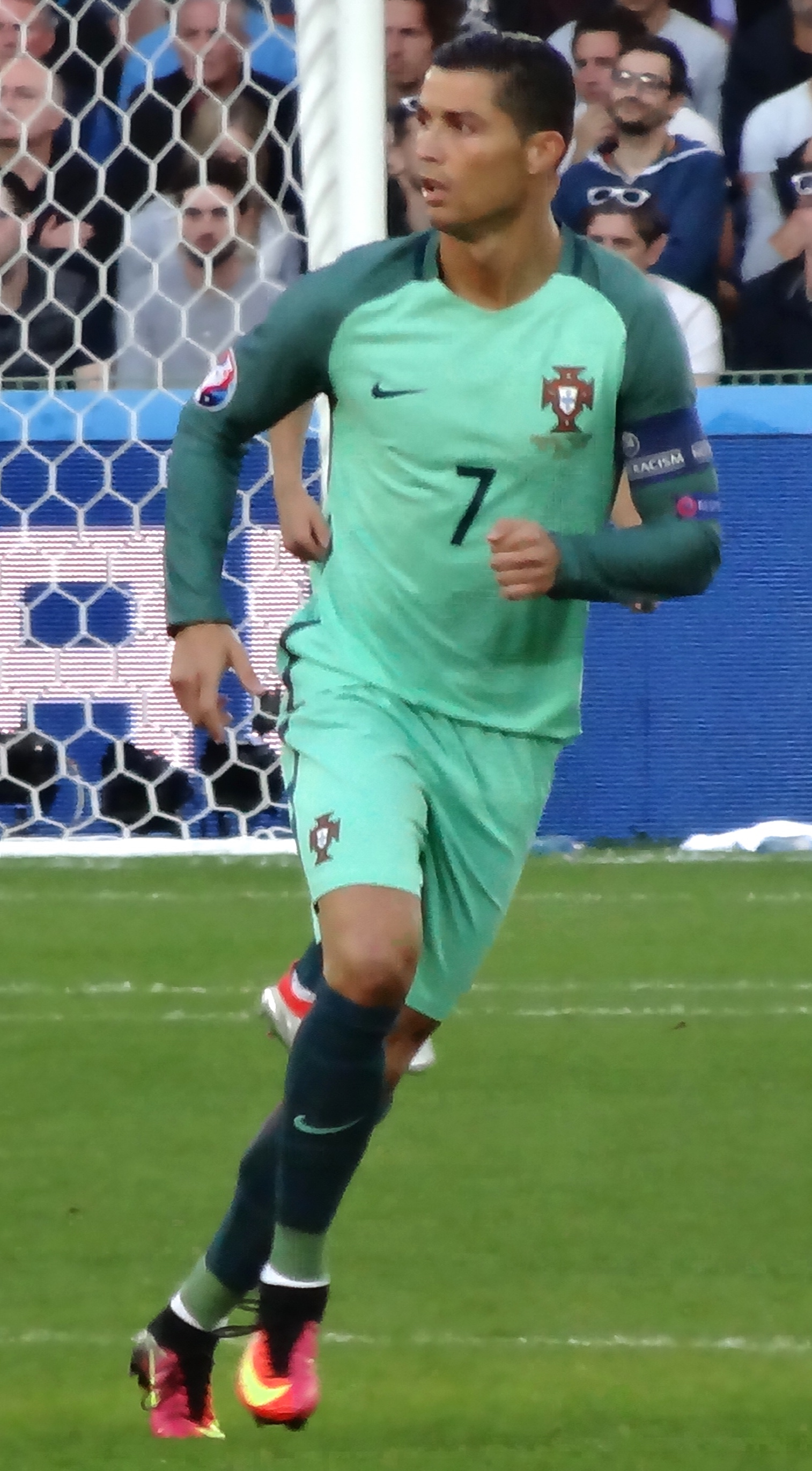
Cristiano Ronaldo, actuel capitaine, meilleur buteur et joueur le plus capé de la Seleção.

Mis à jour le 8 juin 2025. Les joueurs sur fond vert sont encore en activité.

## Effectif actuel

### Appelés récemment
Les joueurs suivants ne font pas partie du dernier groupe appelé mais ont été retenus en équipe nationale lors des 12 derniers mois.
Les joueurs qui comportent le signe :  «  », sont blessés ou malades au moment de la dernière convocation.
| Pos. | Nom            | Date de naissance | Sél. | Buts | Depuis | Club (au moment de leur dernière convocation) | Dernier appel                |
| ---- | -------------- | ----------------- | ---- | ---- | ------ | --------------------------------------------- | ---------------------------- |
| A    | Geovany Quenda | 30 avril 2007     | 0    | 0    | -      | Sporting CP                                   | vs Danemark, 23 mars 2025    |
| D    | Tomás Araújo   | 16 mai 2002       | 1    | 0    | 2024   | SL Benfica                                    | vs Croatie, 18 novembre 2024 |
| D    | João Cancelo   | 27 avril 1994     | 60   | 10   | 2016   | FC Barcelone                                  | vs Croatie, 18 novembre 2024 |
| D    | Tiago Djaló    | 9 avril 2000      | 1    | 0    | 2024   | FC Porto                                      | vs Croatie, 18 novembre 2024 |
| M    | Samú Costa     | 27 novembre 2000  | 2    | 0    | 2024   | RCD Majorque                                  | vs Croatie, 18 novembre 2024 |
| M    | Otávio         | 9 février 1995    | 22   | 3    | 2021   | Al-Nassr                                      | vs Croatie, 18 novembre 2024 |
| A    | Fábio Silva    | 19 juillet 2002   | 1    | 0    | 2024   | UD Las Palmas                                 | vs Croatie, 18 novembre 2024 |
| D    | Nuno Tavares   | 26 janvier 2000   | 1    | 0    | 2024   | SS Lazio                                      | vs Pologne, 15 novembre 2024 |
| G    | Ricardo Velho  | 20 août 1998      | 0    | 0    | -      | SC Farense                                    | vs Écosse, 15 octobre 2024   |
| D    | Tiago Santos   | 23 juillet 2002   | 0    | 0    | -      | LOSC Lille                                    | vs Écosse, 8 septembre 2024  |
| G    | Rui Patrício   | 15 février 1988   | 108  | 0    | 2010   | AS Roma                                       | vs France, 5 juillet 2024    |
| D    | Danilo Pereira | 9 septembre 1991  | 74   | 2    | 2015   | Paris Saint-Germain                           | vs France, 5 juillet 2024    |
| M    | Matheus Nunes  | 27 août 1998      | 16   | 2    | 2021   | Manchester City                               | vs France, 5 juillet 2024    |

## Maillots
La Seleção a toujours utilisé des couleurs du drapeau national pour jouer à domicile. Pour jouer à l'extérieur, le Portugal utilise les mêmes couleurs que pour jouer à domicile ou alors les couleurs du royaume de Portugal, c'est-à-dire le blanc et le bleu.
| 1921        | 1925        | 1928        | 1929 / 1964 | 1964 / 1976 | 1976 / 1980 | 1980 / 1984 | 1984 / 1986 | 1986 / 1988 | 1996 / 1998 |
| 1998 / 2000 | 2000 / 2002 | 2002 / 2004 | 2004 / 2006 | 2006 / 2008 | 2008 / 2010 | 2010 /2012  | 2012 /2014  | 2014 /2015  | 2016 /2017  |
| 2018 /2019  | 2020 /2021  | 2022 /2023  | 2024 /2025  |             |             |             |             |             |             |

| 1966 | 1984 / 1986 | 1996 / 1998 | 1998 / 2000 | 2000 / 2002 | 2002 / 2004 | 2004 / 2006 | 2006 / 2008 | 2008 / 2010 | 2010 / 2012 |
| 2012 | 2013        | 2014        | 2015        | 2016        | 2018        | 2020 /2021  | 2022 /2023  | 2024 /2025  |             |

| Période   | Équipementier      |
| --------- | ------------------ |
| 1920-1976 | Aucun              |
| 1976-1994 | Adidas             |
| 1994-1996 | Olympic sportswear |
| 1997-2024 | Nike               |
| 2025-     | Puma               |

## Infrastructures
L'équipe nationale ne dispose pas de stade national attitré, si ce n'est l’Estádio Nacional do Jamor, un stade vétuste, construit en 1944, qui appartient à la Fédération. Entre le début des années 1999 et 2014, il ne reçoit que trois matchs internationaux, en 1999, 2003 et 2014.
Depuis l'Euro 2004, le pays ne manque pas de stades spacieux et modernes, de sorte que l'équipe nationale tourne à travers le pays pour recevoir ses adversaires. Elle utilise prioritairement les trois plus grandes enceintes du pays : l’Estádio da Luz et l’Estádio José Alvalade XXI situés à Lisbonne, et l’Estádio do Dragão à Porto. Ces stades disposent chacun de plus de 50 000 places.

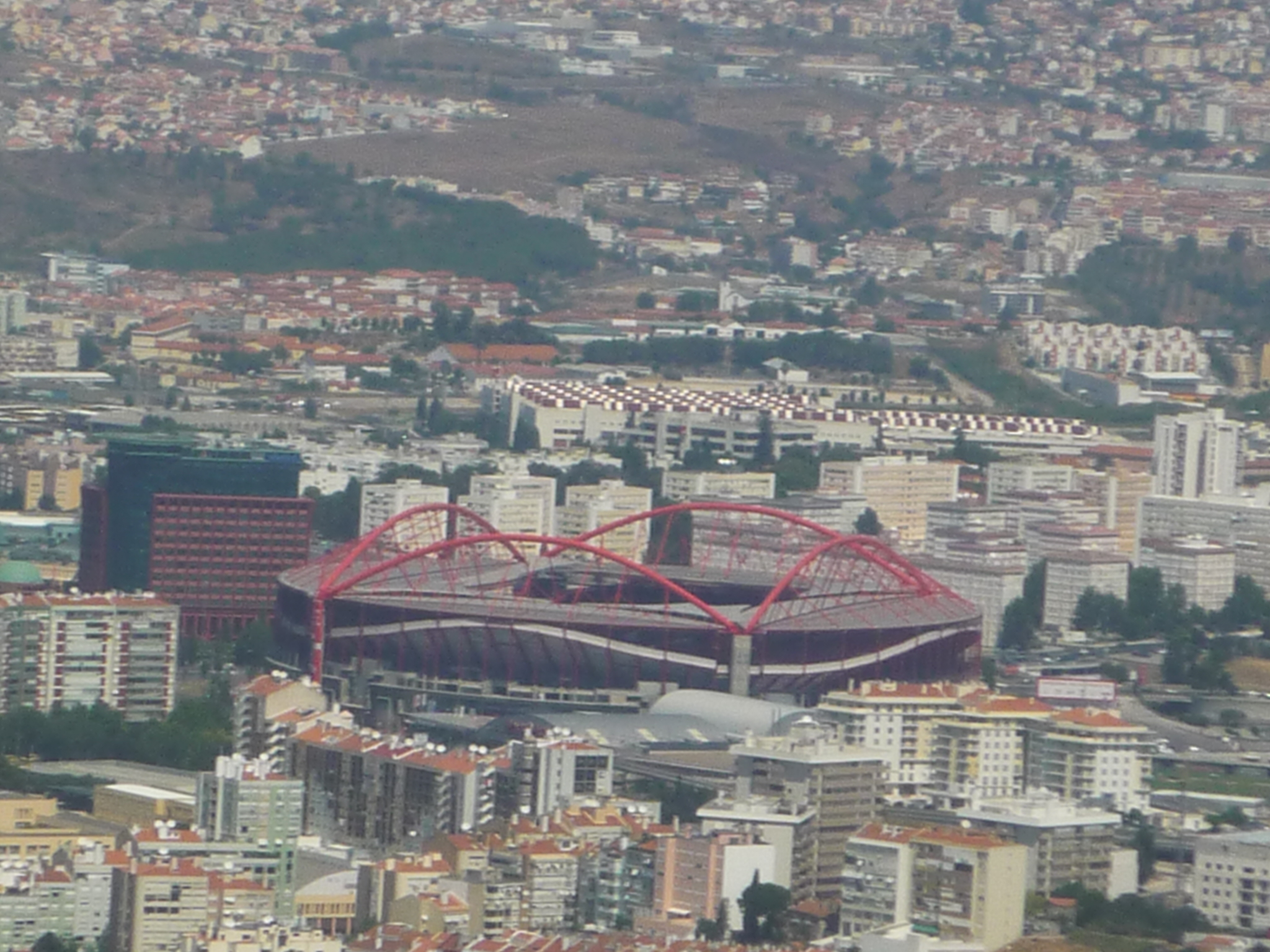
Estádio da luz
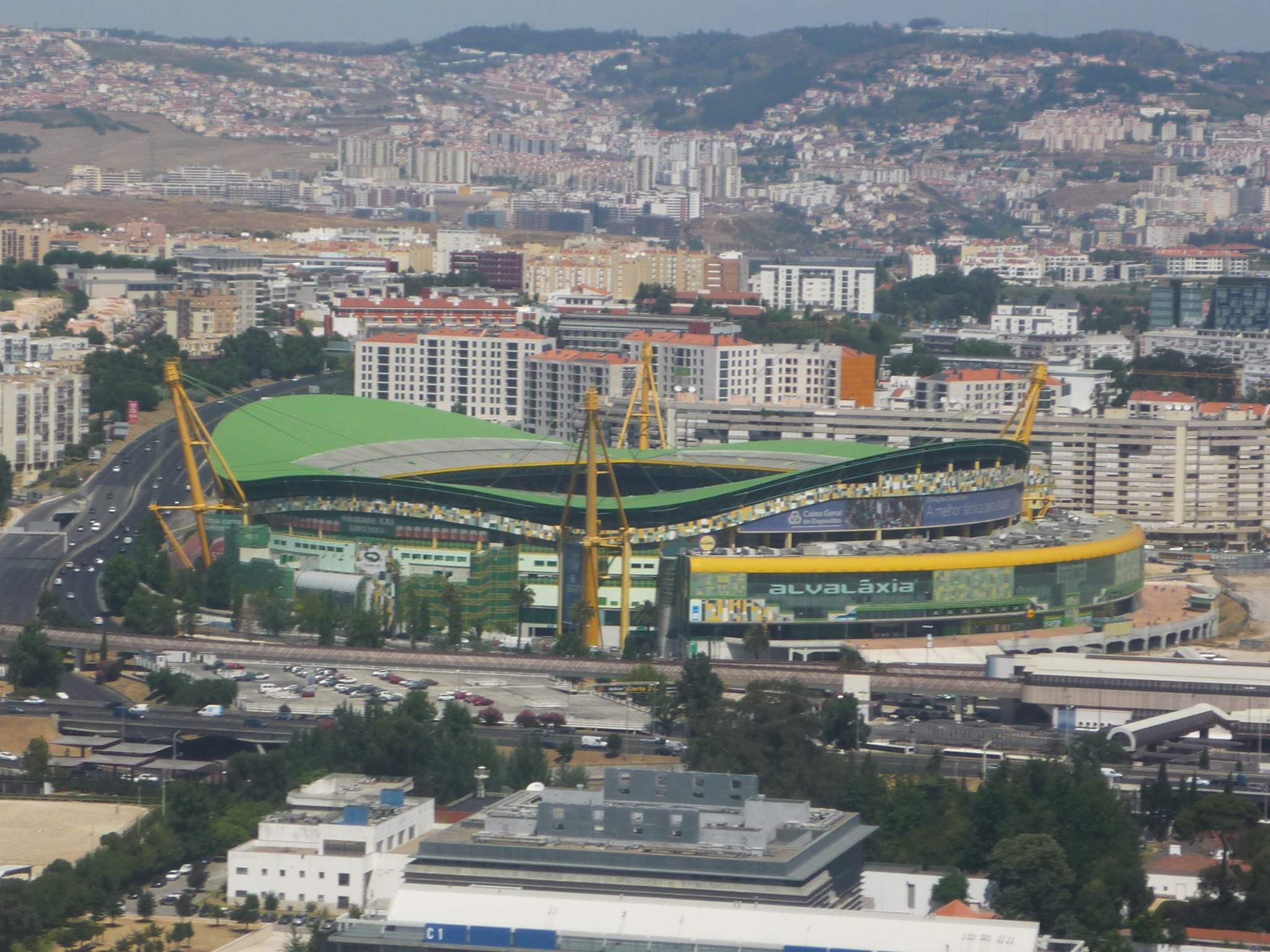
Estádio José Alvalade XXI
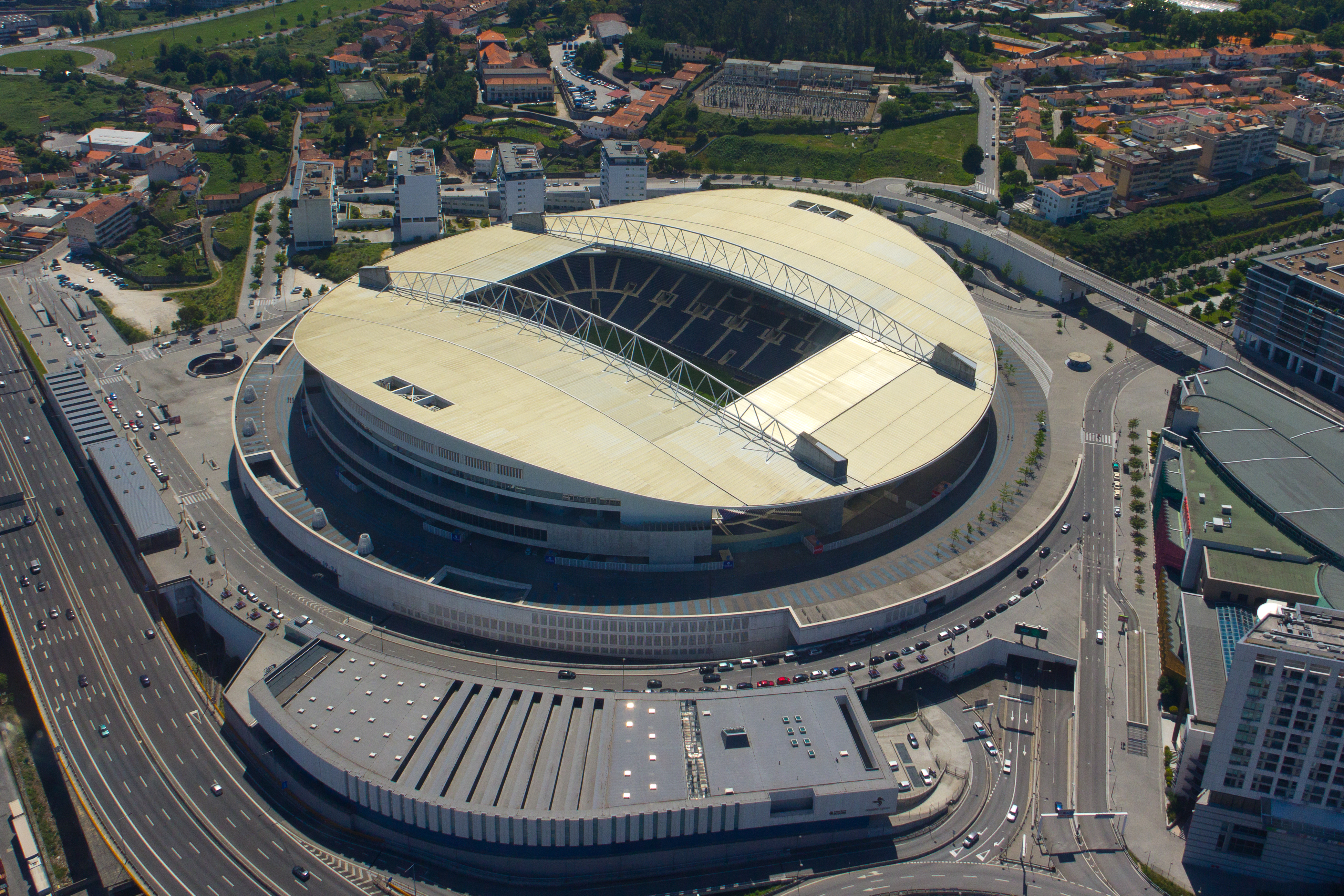
Estádio do Dragão

## Rivalités

### Une longue malédiction contre l'équipe de France brisée lors de l'Euro 2016
Demi-finaliste de l'Euro 1984, le Portugal est éliminé par la France pendant les prolongations (3-2).
À l'Euro 2000, les Portugais sont à nouveau éliminés par la France en prolongation par un but en or sur penalty. À noter que lors de ces deux demi-finales, c'est le numéro 10 des Bleus qui marque le but qui élimine le Portugal (Michel Platini en 1984 et Zinédine Zidane en 2000).
En demi-finale de la Coupe du monde 2006, c'est à nouveau Zinedine Zidane qui prive les Portugais de finale en marquant, comme à l'Euro 2000, l'unique but du match sur penalty (score final 1-0). Les deux fois où le Portugal a été éliminé par la France en demi-finale de l'Euro, l'équipe n'a pas franchi le premier tour de la Coupe du monde suivante.
Néanmoins cette malédiction est brisée le 10 juillet 2016, jour de la finale de l'Euro 2016, où les Portugais créent la sensation en battant leurs homologues français, organisateurs du tournoi (1-0 après prolongation).

### La rivalité avec l'Allemagne, bête noire des Portugais
Lors des qualifications pour la Coupe du monde 1998, le Portugal finit troisième du groupe derrière l'Allemagne et l'Ukraine. L'avant dernier match de l'équipe, décisif pour la qualification, est marqué par la polémique : Marc Batta décide d'exclure Rui Costa en lui attribuant un second carton jaune pour gain de temps alors qu'il s'apprêtait à être remplacé. Le Portugal qui menait jusqu'alors 1-0 est rejoint au score en fin de rencontre par l'Allemagne en supériorité numérique.
L'Euro 2000 est marqué par la surprenante équipe du Portugal qui déjoue les pronostics et bat l'Allemagne 3-0 sur un triplé de Sérgio Conceição.
Entre la Coupe du monde 2006 et le mondial 2014, le Portugal a croisé quatre fois l'Allemagne en cinq compétitions, et ce pour autant de défaites.
La première rencontre est la petite finale du Mondial 2006 que le Portugal a perdu (1-3).
Deux ans plus tard, le Portugal retrouve l'Allemagne pour les quarts de finale de l'Euro 2008. Le Portugal part avec la faveur des pronostics avec notamment dans ses rangs un Cristiano Ronaldo sortant d'une saison exceptionnelle avec Manchester United. Malgré cela, le Portugal est éliminé après un match enlevé (2-3).
Les deux nations ne se rencontrent pas en 2010, mais tombent dans le même groupe en 2012 pour l'Euro. L'Allemagne bat encore une fois un Portugal qui n'aura pas démérité dans la logique des pronostics (0-1), ce qui n'empêche pas au Portugal de se qualifier et d'aller jusqu'en demi-finale de la compétition.
Le Portugal rencontre de nouveau l'Allemagne pour la phase de poule de la Coupe du monde 2014. Ce coup-ci, l'Allemagne est en démonstration tandis que le Portugal est en position d'agonie et s'incline lourdement, perdant notamment Pepe sur expulsion (0-4).
Lors de l'Euro 2020, qui a lieu en 2021 pour cause de crise sanitaire, le Portugal rencontre une nouvelle fois l'Allemagne et s'incline sur le score de 2-4.

### Le Portugal, bête noire de l'Angleterre
Lors de la Coupe du monde 1966, le Portugal d'Eusébio se heurte en demi-finale contre l'Angleterre organisatrice de l'événement. Le Portugal perd le match sur le score de 1-2 (doublé de Bobby Charlton et un but d'Eusébio en fin de rencontre).
Les Portugais ont ensuite toujours battu l'Angleterre en phase finale de compétitions internationales :
- En phase de groupe lors de la Coupe du monde 1986 sur le score de 1-0 avec un but de Carlos Manuel
- En phase de groupe lors de l'Euro 2000 sur le score de 3-2 (buts de Luis Figo, João Pinto et Nuno Gomes) alors qu'ils sont menés 2-0 à la 19e minute.
- En quarts de finale de l'Euro 2004 aux tirs au but (2-2) (a.p) (6-5). Alors que l'Angleterre mène 1-0 depuis la 3e minute de jeu, Hélder Postiga marque à la 83e. En prolongations, Rui Costa marque à la 110e et Frank Lampard égalise à la 115e. Lors de la séance de tirs au but, le portier Ricardo réalise une grande performance en arrêtant le 7e tir au but anglais sans ses gants et en exécutant avec succès le dernier pénalty[91].
- En quarts de finale de la Coupe du monde 2006 aux tirs au but (0-0, tab 3-1). Les Portugais éliminent une nouvelle fois les Anglais sur une grande performance de Ricardo qui arrête trois tirs au but sur les quatre tirs anglais.

### Le Portugal, bête noire des Pays-Bas
En demi-finale de l'Euro 2004, les Lusitaniens accèdent à la finale en éliminant les Pays-Bas (2-1).
Lors de la Coupe de monde 2006, deux ans plus tard les Portugais éliminent à nouveau les Pays-Bas en huitième de finale sur le score de (1-0). Ce match fut le plus mouvementé de la compétition et sera surnommé la bataille de Nuremberg, l'arbitre y distribuant 16 cartons jaunes, 4 cartons rouges soit un total de 20 cartons sur les 90 minutes de jeu.
Le 17 juin 2012, en phase de poule de l'Euro 2012, le Portugal et les Pays-Bas s'affrontent une nouvelle fois dans un match décisif pour les qualifications en quarts de finale de ce championnat d'Europe. Au terme de cette rencontre le Portugal élimine pour la troisième fois consécutive les Pays-Bas sur le score de (2-1) avec un doublé de Cristiano Ronaldo bien qu'ayant été mené dès la 11e minute de jeu sur un but de Rafael van der Vaart.
Lors de la Ligue des nations 2019, le Portugal bat les Pays-Bas sur le score 1-0 en finale, remportant ainsi la première édition de la Ligue des nations.

### Le piège à répétition de la Grèce lors de l'Euro 2004
Organisateur de l'Euro 2004, le Portugal est battu à la surprise générale par la Grèce lors du match d'ouverture (1-2). Cette défaite n'a cependant pas de conséquence dans l'immédiat puisque le Portugal termine à la première place de sa poule (secondée par la Grèce).
Les deux équipes se retrouvent à nouveau mais cette fois-ci en finale au grand dam des Lusitaniens qui se cassent les dents une deuxième fois face à la défense sans faille des Grecs qui enfoncent le clou par le biais d'Ángelos Charistéas à la 57e minute de jeu (défaite 0-1).

### Le Portugal, bête noire de la Turquie à l'Euro
Le Portugal a rencontré quatre fois la Turquie en phase finale du championnat d'Europe des nations pour autant de victoires. La première fois eut lieu à l'Euro 1996 pour un succès (1-0) au premier tour, la seconde en quart de finale de l'Euro 2000 (2-0). Lors du premier tour de l'Euro 2008 (2-0), ce qui n'a malgré tout pas empêché les Turcs d'atteindre les demi-finales lors de cette dernière compétition. Enfin, lors de l'Euro 2024 un succès (3-0) au premier tour.

### Le Portugal, bête noire de la Bosnie-Herzégovine en barrage
Le Portugal a rencontré quatre fois la Bosnie-Herzégovine depuis l'indépendance de celle-ci.
Les deux premiers matchs sont une double confrontation en barrage pour une qualification à la Coupe du monde 2010. Pour le premier match à domicile, le Portugal l'emporte courtement (1-0). En Bosnie, les Lusitaniens réalisent la même performance ce qui les qualifie aux dépens de la Bosnie (1-0).
Pour se qualifier à l'Euro 2012, le Portugal retrouve de nouveau la Bosnie en barrage ce qui permet aux Bosniaques de prendre leur revanche. Ils n'y parviendront cependant pas. Le premier match est en Bosnie et le Portugal, dominateur, concède le nul (0-0). Au match retour, les Portugais déroulent et battent la Bosnie avec facilité (6-2). Les Lusitaniens décrochent une fois de plus leur qualification en barrage aux dépens de la Bosnie-Herzégovine qui attendra le Mondial 2014 pour obtenir sa première qualification.

## Équipes de jeunes
| Jeux olympiques                          |                                          |
| Coupe du monde des moins de 20 ans       | 1989,1991                                |
| Coupe du monde des moins de 17 ans       |                                          |
| Championnat d'Europe espoirs             |                                          |
| Championnat d'Europe des moins de 19 ans | 1961, 1994, 1999, 2018                   |
| Championnat d'Europe des moins de 17 ans | 1989, 1995, 1996, 2000, 2003, 2016, 2025 |